# فهرست سیارک‌ها (۱۹۱۰۰۱–۱۹۲۰۰۱)
فهرست سیارک‌ها (۱۹۱۰۰۱ - ۱۹۲۰۰۱) فهرست سیارک‌ها از ۱۹۱۰۰۱ تا ۱۹۲۰۰۱ است.
| نام    | نام انگلیسی | تاریخ کشف       |
| ------ | ----------- | --------------- |
| ۱۹۱۰۰۱ | 2001 YP53   | ۱۸ دسامبر ۲۰۰۱  |
| ۱۹۱۰۰۲ | 2001 YV67   | ۱۸ دسامبر ۲۰۰۱  |
| ۱۹۱۰۰۳ | 2001 YW85   | ۱۸ دسامبر ۲۰۰۱  |
| ۱۹۱۰۰۴ | 2001 YQ87   | ۱۸ دسامبر ۲۰۰۱  |
| ۱۹۱۰۰۵ | 2001 YB95   | ۱۸ دسامبر ۲۰۰۱  |
| ۱۹۱۰۰۶ | 2001 YE109  | ۱۸ دسامبر ۲۰۰۱  |
| ۱۹۱۰۰۷ | 2001 YF111  | ۱۹ دسامبر ۲۰۰۱  |
| ۱۹۱۰۰۸ | 2001 YG122  | ۱۷ دسامبر ۲۰۰۱  |
| ۱۹۱۰۰۹ | 2001 YS132  | ۲۰ دسامبر ۲۰۰۱  |
| ۱۹۱۰۱۰ | 2002 AO10   | ۵ ژانویه ۲۰۰۲   |
| ۱۹۱۰۱۱ | 2002 AM15   | ۶ ژانویه ۲۰۰۲   |
| ۱۹۱۰۱۲ | 2002 AZ29   | ۸ ژانویه ۲۰۰۲   |
| ۱۹۱۰۱۳ | 2002 AF45   | ۹ ژانویه ۲۰۰۲   |
| ۱۹۱۰۱۴ | 2002 AY45   | ۹ ژانویه ۲۰۰۲   |
| ۱۹۱۰۱۵ | 2002 AQ51   | ۹ ژانویه ۲۰۰۲   |
| ۱۹۱۰۱۶ | 2002 AX63   | ۱۱ ژانویه ۲۰۰۲  |
| ۱۹۱۰۱۷ | 2002 AM76   | ۸ ژانویه ۲۰۰۲   |
| ۱۹۱۰۱۸ | 2002 AU82   | ۹ ژانویه ۲۰۰۲   |
| ۱۹۱۰۱۹ | 2002 AG90   | ۱۱ ژانویه ۲۰۰۲  |
| ۱۹۱۰۲۰ | 2002 AR93   | ۸ ژانویه ۲۰۰۲   |
| ۱۹۱۰۲۱ | 2002 AV104  | ۹ ژانویه ۲۰۰۲   |
| ۱۹۱۰۲۲ | 2002 AL110  | ۹ ژانویه ۲۰۰۲   |
| ۱۹۱۰۲۳ | 2002 AZ111  | ۹ ژانویه ۲۰۰۲   |
| ۱۹۱۰۲۴ | 2002 AF139  | ۹ ژانویه ۲۰۰۲   |
| ۱۹۱۰۲۵ | 2002 AC149  | ۱۴ ژانویه ۲۰۰۲  |
| ۱۹۱۰۲۶ | 2002 AW159  | ۱۳ ژانویه ۲۰۰۲  |
| ۱۹۱۰۲۷ | 2002 AJ160  | ۱۳ ژانویه ۲۰۰۲  |
| ۱۹۱۰۲۸ | 2002 AS168  | ۱۴ ژانویه ۲۰۰۲  |
| ۱۹۱۰۲۸ | 2002 BR     | ۲۱ ژانویه ۲۰۰۲  |
| ۱۹۱۰۳۰ | 2002 BD2    | ۲۱ ژانویه ۲۰۰۲  |
| ۱۹۱۰۳۱ | 2002 BH14   | ۱۹ ژانویه ۲۰۰۲  |
| ۱۹۱۰۳۲ | 2002 BR16   | ۱۹ ژانویه ۲۰۰۲  |
| ۱۹۱۰۳۳ | 2002 BW21   | ۱۹ ژانویه ۲۰۰۲  |
| ۱۹۱۰۳۴ | 2002 BV26   | ۱۸ ژانویه ۲۰۰۲  |
| ۱۹۱۰۳۵ | 2002 CR9    | ۶ فوریه ۲۰۰۲    |
| ۱۹۱۰۳۶ | 2002 CG19   | ۴ فوریه ۲۰۰۲    |
| ۱۹۱۰۳۷ | 2002 CK19   | ۴ فوریه ۲۰۰۲    |
| ۱۹۱۰۳۸ | 2002 CD21   | ۴ فوریه ۲۰۰۲    |
| ۱۹۱۰۳۹ | 2002 CV24   | ۶ فوریه ۲۰۰۲    |
| ۱۹۱۰۴۰ | 2002 CU25   | ۱۰ فوریه ۲۰۰۲   |
| ۱۹۱۰۴۱ | 2002 CY27   | ۶ فوریه ۲۰۰۲    |
| ۱۹۱۰۴۲ | 2002 CE30   | ۶ فوریه ۲۰۰۲    |
| ۱۹۱۰۴۳ | 2002 CP31   | ۶ فوریه ۲۰۰۲    |
| ۱۹۱۰۴۴ | 2002 CQ31   | ۶ فوریه ۲۰۰۲    |
| ۱۹۱۰۴۵ | 2002 CG32   | ۶ فوریه ۲۰۰۲    |
| ۱۹۱۰۴۶ | 2002 CN39   | ۱۱ فوریه ۲۰۰۲   |
| ۱۹۱۰۴۷ | 2002 CS42   | ۷ فوریه ۲۰۰۲    |
| ۱۹۱۰۴۸ | 2002 CM55   | ۷ فوریه ۲۰۰۲    |
| ۱۹۱۰۴۹ | 2002 CE56   | ۷ فوریه ۲۰۰۲    |
| ۱۹۱۰۵۰ | 2002 CE64   | ۶ فوریه ۲۰۰۲    |
| ۱۹۱۰۵۱ | 2002 CK64   | ۶ فوریه ۲۰۰۲    |
| ۱۹۱۰۵۲ | 2002 CC70   | ۷ فوریه ۲۰۰۲    |
| ۱۹۱۰۵۳ | 2002 CS72   | ۷ فوریه ۲۰۰۲    |
| ۱۹۱۰۵۴ | 2002 CZ80   | ۷ فوریه ۲۰۰۲    |
| ۱۹۱۰۵۵ | 2002 CC81   | ۷ فوریه ۲۰۰۲    |
| ۱۹۱۰۵۶ | 2002 CL98   | ۷ فوریه ۲۰۰۲    |
| ۱۹۱۰۵۷ | 2002 CD100  | ۷ فوریه ۲۰۰۲    |
| ۱۹۱۰۵۸ | 2002 CO105  | ۷ فوریه ۲۰۰۲    |
| ۱۹۱۰۵۹ | 2002 CM108  | ۷ فوریه ۲۰۰۲    |
| ۱۹۱۰۶۰ | 2002 CT111  | ۷ فوریه ۲۰۰۲    |
| ۱۹۱۰۶۱ | 2002 CM118  | ۷ فوریه ۲۰۰۲    |
| ۱۹۱۰۶۲ | 2002 CD131  | ۷ فوریه ۲۰۰۲    |
| ۱۹۱۰۶۳ | 2002 CJ137  | ۸ فوریه ۲۰۰۲    |
| ۱۹۱۰۶۴ | 2002 CL138  | ۸ فوریه ۲۰۰۲    |
| ۱۹۱۰۶۵ | 2002 CA139  | ۸ فوریه ۲۰۰۲    |
| ۱۹۱۰۶۶ | 2002 CO143  | ۹ فوریه ۲۰۰۲    |
| ۱۹۱۰۶۷ | 2002 CJ149  | ۱۰ فوریه ۲۰۰۲   |
| ۱۹۱۰۶۸ | 2002 CL149  | ۱۰ فوریه ۲۰۰۲   |
| ۱۹۱۰۶۹ | 2002 CA151  | ۱۰ فوریه ۲۰۰۲   |
| ۱۹۱۰۷۰ | 2002 CC151  | ۱۰ فوریه ۲۰۰۲   |
| ۱۹۱۰۷۱ | 2002 CJ155  | ۶ فوریه ۲۰۰۲    |
| ۱۹۱۰۷۲ | 2002 CT177  | ۱۰ فوریه ۲۰۰۲   |
| ۱۹۱۰۷۳ | 2002 CZ203  | ۱۰ فوریه ۲۰۰۲   |
| ۱۹۱۰۷۴ | 2002 CP204  | ۱۰ فوریه ۲۰۰۲   |
| ۱۹۱۰۷۵ | 2002 CM208  | ۱۰ فوریه ۲۰۰۲   |
| ۱۹۱۰۷۶ | 2002 CE209  | ۱۰ فوریه ۲۰۰۲   |
| ۱۹۱۰۷۷ | 2002 CA210  | ۱۰ فوریه ۲۰۰۲   |
| ۱۹۱۰۷۸ | 2002 CE216  | ۱۰ فوریه ۲۰۰۲   |
| ۱۹۱۰۷۹ | 2002 CN220  | ۱۰ فوریه ۲۰۰۲   |
| ۱۹۱۰۸۰ | 2002 CS227  | ۶ فوریه ۲۰۰۲    |
| ۱۹۱۰۸۱ | 2002 CX231  | ۶ فوریه ۲۰۰۲    |
| ۱۹۱۰۸۲ | 2002 CO245  | ۱۳ فوریه ۲۰۰۲   |
| ۱۹۱۰۸۳ | 2002 CR248  | ۱۴ فوریه ۲۰۰۲   |
| ۱۹۱۰۸۴ | 2002 CE249  | ۱۴ فوریه ۲۰۰۲   |
| ۱۹۱۰۸۵ | 2002 CX273  | ۸ فوریه ۲۰۰۲    |
| ۱۹۱۰۸۶ | 2002 CB280  | ۷ فوریه ۲۰۰۲    |
| ۱۹۱۰۸۷ | 2002 CK281  | ۸ فوریه ۲۰۰۲    |
| ۱۹۱۰۸۸ | 2002 CP286  | ۱۰ فوریه ۲۰۰۲   |
| ۱۹۱۰۸۹ | 2002 CS291  | ۱۰ فوریه ۲۰۰۲   |
| ۱۹۱۰۹۰ | 2002 CS302  | ۱۲ فوریه ۲۰۰۲   |
| ۱۹۱۰۹۱ | 2002 CU312  | ۱۳ فوریه ۲۰۰۲   |
| ۱۹۱۰۹۲ | 2002 CP314  | ۱۱ فوریه ۲۰۰۲   |
| ۱۹۱۰۹۲ | 2002 EF     | ۳ مارس ۲۰۰۲     |
| ۱۹۱۰۹۴ | 2002 EA3    | ۹ مارس ۲۰۰۲     |
| ۱۹۱۰۹۵ | 2002 ER5    | ۹ مارس ۲۰۰۲     |
| ۱۹۱۰۹۶ | 2002 EO6    | ۶ مارس ۲۰۰۲     |
| ۱۹۱۰۹۷ | 2002 EJ10   | ۱۴ مارس ۲۰۰۲    |
| ۱۹۱۰۹۸ | 2002 EK11   | ۱۳ مارس ۲۰۰۲    |
| ۱۹۱۰۹۹ | 2002 EQ11   | ۱۴ مارس ۲۰۰۲    |
| ۱۹۱۱۰۰ | 2002 EH14   | ۵ مارس ۲۰۰۲     |
| ۱۹۱۱۰۱ | 2002 EO14   | ۶ مارس ۲۰۰۲     |
| ۱۹۱۱۰۲ | 2002 EW14   | ۵ مارس ۲۰۰۲     |
| ۱۹۱۱۰۳ | 2002 EF42   | ۱۲ مارس ۲۰۰۲    |
| ۱۹۱۱۰۴ | 2002 ET44   | ۱۰ مارس ۲۰۰۲    |
| ۱۹۱۱۰۵ | 2002 EM48   | ۱۲ مارس ۲۰۰۲    |
| ۱۹۱۱۰۶ | 2002 ED56   | ۱۳ مارس ۲۰۰۲    |
| ۱۹۱۱۰۷ | 2002 ER57   | ۱۳ مارس ۲۰۰۲    |
| ۱۹۱۱۰۸ | 2002 EX58   | ۱۳ مارس ۲۰۰۲    |
| ۱۹۱۱۰۹ | 2002 EW62   | ۱۳ مارس ۲۰۰۲    |
| ۱۹۱۱۱۰ | 2002 EG67   | ۱۳ مارس ۲۰۰۲    |
| ۱۹۱۱۱۱ | 2002 EU71   | ۱۳ مارس ۲۰۰۲    |
| ۱۹۱۱۱۲ | 2002 EE72   | ۱۳ مارس ۲۰۰۲    |
| ۱۹۱۱۱۳ | 2002 EY73   | ۱۳ مارس ۲۰۰۲    |
| ۱۹۱۱۱۴ | 2002 EB81   | ۱۳ مارس ۲۰۰۲    |
| ۱۹۱۱۱۵ | 2002 ES83   | ۹ مارس ۲۰۰۲     |
| ۱۹۱۱۱۶ | 2002 ES84   | ۹ مارس ۲۰۰۲     |
| ۱۹۱۱۱۷ | 2002 EG90   | ۱۲ مارس ۲۰۰۲    |
| ۱۹۱۱۱۸ | 2002 EE93   | ۱۴ مارس ۲۰۰۲    |
| ۱۹۱۱۱۹ | 2002 EY93   | ۱۴ مارس ۲۰۰۲    |
| ۱۹۱۱۲۰ | 2002 EZ130  | ۱۲ مارس ۲۰۰۲    |
| ۱۹۱۱۲۱ | 2002 EF131  | ۱۳ مارس ۲۰۰۲    |
| ۱۹۱۱۲۲ | 2002 EU131  | ۱۳ مارس ۲۰۰۲    |
| ۱۹۱۱۲۳ | 2002 EB135  | ۱۳ مارس ۲۰۰۲    |
| ۱۹۱۱۲۴ | 2002 EL137  | ۱۲ مارس ۲۰۰۲    |
| ۱۹۱۱۲۵ | 2002 EG138  | ۱۲ مارس ۲۰۰۲    |
| ۱۹۱۱۲۶ | 2002 EU138  | ۱۲ مارس ۲۰۰۲    |
| ۱۹۱۱۲۷ | 2002 FC1    | ۱۸ مارس ۲۰۰۲    |
| ۱۹۱۱۲۸ | 2002 FM2    | ۱۹ مارس ۲۰۰۲    |
| ۱۹۱۱۲۹ | 2002 FP10   | ۱۷ مارس ۲۰۰۲    |
| ۱۹۱۱۳۰ | 2002 FE35   | ۲۰ مارس ۲۰۰۲    |
| ۱۹۱۱۳۱ | 2002 GH5    | ۱۰ آوریل ۲۰۰۲   |
| ۱۹۱۱۳۲ | 2002 GK23   | ۱۵ آوریل ۲۰۰۲   |
| ۱۹۱۱۳۳ | 2002 GF33   | ۱ آوریل ۲۰۰۲    |
| ۱۹۱۱۳۴ | 2002 GH33   | ۱ آوریل ۲۰۰۲    |
| ۱۹۱۱۳۵ | 2002 GG43   | ۴ آوریل ۲۰۰۲    |
| ۱۹۱۱۳۶ | 2002 GC45   | ۴ آوریل ۲۰۰۲    |
| ۱۹۱۱۳۷ | 2002 GT56   | ۵ آوریل ۲۰۰۲    |
| ۱۹۱۱۳۸ | 2002 GX70   | ۸ آوریل ۲۰۰۲    |
| ۱۹۱۱۳۹ | 2002 GG76   | ۹ آوریل ۲۰۰۲    |
| ۱۹۱۱۴۰ | 2002 GM86   | ۱۰ آوریل ۲۰۰۲   |
| ۱۹۱۱۴۱ | 2002 GP87   | ۱۰ آوریل ۲۰۰۲   |
| ۱۹۱۱۴۲ | 2002 GM102  | ۱۰ آوریل ۲۰۰۲   |
| ۱۹۱۱۴۳ | 2002 GS102  | ۱۰ آوریل ۲۰۰۲   |
| ۱۹۱۱۴۴ | 2002 GH113  | ۱۱ آوریل ۲۰۰۲   |
| ۱۹۱۱۴۵ | 2002 GH119  | ۱۲ آوریل ۲۰۰۲   |
| ۱۹۱۱۴۶ | 2002 GT128  | ۱۲ آوریل ۲۰۰۲   |
| ۱۹۱۱۴۷ | 2002 GS130  | ۱۲ آوریل ۲۰۰۲   |
| ۱۹۱۱۴۸ | 2002 GW140  | ۱۳ آوریل ۲۰۰۲   |
| ۱۹۱۱۴۹ | 2002 GO148  | ۱۴ آوریل ۲۰۰۲   |
| ۱۹۱۱۵۰ | 2002 GG149  | ۱۴ آوریل ۲۰۰۲   |
| ۱۹۱۱۵۱ | 2002 GA173  | ۱۰ آوریل ۲۰۰۲   |
| ۱۹۱۱۵۲ | 2002 HP2    | ۱۶ آوریل ۲۰۰۲   |
| ۱۹۱۱۵۳ | 2002 HS4    | ۱۷ آوریل ۲۰۰۲   |
| ۱۹۱۱۵۴ | 2002 HA11   | ۱۸ آوریل ۲۰۰۲   |
| ۱۹۱۱۵۵ | 2002 JO36   | ۴ مه ۲۰۰۲       |
| ۱۹۱۱۵۶ | 2002 JG38   | ۹ مه ۲۰۰۲       |
| ۱۹۱۱۵۷ | 2002 JH38   | ۹ مه ۲۰۰۲       |
| ۱۹۱۱۵۸ | 2002 JX43   | ۹ مه ۲۰۰۲       |
| ۱۹۱۱۵۹ | 2002 JG71   | ۸ مه ۲۰۰۲       |
| ۱۹۱۱۶۰ | 2002 JV73   | ۸ مه ۲۰۰۲       |
| ۱۹۱۱۶۱ | 2002 JY86   | ۱۱ مه ۲۰۰۲      |
| ۱۹۱۱۶۲ | 2002 JN122  | ۶ مه ۲۰۰۲       |
| ۱۹۱۱۶۳ | 2002 JN125  | ۷ مه ۲۰۰۲       |
| ۱۹۱۱۶۴ | 2002 JD148  | ۸ مه ۲۰۰۲       |
| ۱۹۱۱۶۵ | 2002 JR148  | ۹ مه ۲۰۰۲       |
| ۱۹۱۱۶۶ | 2002 KQ2    | ۱۸ مه ۲۰۰۲      |
| ۱۹۱۱۶۷ | 2002 LK6    | ۱ ژوئن ۲۰۰۲     |
| ۱۹۱۱۶۸ | 2002 LX29   | ۹ ژوئن ۲۰۰۲     |
| ۱۹۱۱۶۹ | 2002 LJ36   | ۹ ژوئن ۲۰۰۲     |
| ۱۹۱۱۷۰ | 2002 MF3    | ۱۹ ژوئن ۲۰۰۲    |
| ۱۹۱۱۷۱ | 2002 MF5    | ۱۶ ژوئن ۲۰۰۲    |
| ۱۹۱۱۷۲ | 2002 MH5    | ۲۰ ژوئن ۲۰۰۲    |
| ۱۹۱۱۷۳ | 2002 ND11   | ۴ ژوئیه ۲۰۰۲    |
| ۱۹۱۱۷۴ | 2002 NF12   | ۴ ژوئیه ۲۰۰۲    |
| ۱۹۱۱۷۵ | 2002 NT21   | ۹ ژوئیه ۲۰۰۲    |
| ۱۹۱۱۷۶ | 2002 NA32   | ۱۳ ژوئیه ۲۰۰۲   |
| ۱۹۱۱۷۷ | 2002 NX35   | ۹ ژوئیه ۲۰۰۲    |
| ۱۹۱۱۷۸ | 2002 NS36   | ۹ ژوئیه ۲۰۰۲    |
| ۱۹۱۱۷۹ | 2002 NR43   | ۱۵ ژوئیه ۲۰۰۲   |
| ۱۹۱۱۸۰ | 2002 NA47   | ۱۲ ژوئیه ۲۰۰۲   |
| ۱۹۱۱۸۱ | 2002 NZ52   | ۱۴ ژوئیه ۲۰۰۲   |
| ۱۹۱۱۸۲ | 2002 NR53   | ۱۴ ژوئیه ۲۰۰۲   |
| ۱۹۱۱۸۳ | 2002 NZ55   | ۱۲ ژوئیه ۲۰۰۲   |
| ۱۹۱۱۸۴ | 2002 NC56   | ۱۵ ژوئیه ۲۰۰۲   |
| ۱۹۱۱۸۵ | 2002 OK10   | ۲۲ ژوئیه ۲۰۰۲   |
| ۱۹۱۱۸۶ | 2002 OW10   | ۲۲ ژوئیه ۲۰۰۲   |
| ۱۹۱۱۸۷ | 2002 OH11   | ۱۶ ژوئیه ۲۰۰۲   |
| ۱۹۱۱۸۸ | 2002 OD16   | ۱۸ ژوئیه ۲۰۰۲   |
| ۱۹۱۱۸۹ | 2002 OP16   | ۱۸ ژوئیه ۲۰۰۲   |
| ۱۹۱۱۹۰ | 2002 OA20   | ۲۳ ژوئیه ۲۰۰۲   |
| ۱۹۱۱۹۱ | 2002 OY20   | ۲۲ ژوئیه ۲۰۰۲   |
| ۱۹۱۱۹۲ | 2002 PA4    | ۴ اوت ۲۰۰۲      |
| ۱۹۱۱۹۳ | 2002 PV4    | ۴ اوت ۲۰۰۲      |
| ۱۹۱۱۹۴ | 2002 PV5    | ۴ اوت ۲۰۰۲      |
| ۱۹۱۱۹۵ | 2002 PN15   | ۶ اوت ۲۰۰۲      |
| ۱۹۱۱۹۶ | 2002 PW15   | ۶ اوت ۲۰۰۲      |
| ۱۹۱۱۹۷ | 2002 PS37   | ۶ اوت ۲۰۰۲      |
| ۱۹۱۱۹۸ | 2002 PC47   | ۱۰ اوت ۲۰۰۲     |
| ۱۹۱۱۹۹ | 2002 PO47   | ۱۰ اوت ۲۰۰۲     |
| ۱۹۱۲۰۰ | 2002 PA70   | ۱۱ اوت ۲۰۰۲     |
| ۱۹۱۲۰۱ | 2002 PN71   | ۱۲ اوت ۲۰۰۲     |
| ۱۹۱۲۰۲ | 2002 PJ82   | ۹ اوت ۲۰۰۲      |
| ۱۹۱۲۰۳ | 2002 PT94   | ۱۲ اوت ۲۰۰۲     |
| ۱۹۱۲۰۴ | 2002 PN97   | ۱۴ اوت ۲۰۰۲     |
| ۱۹۱۲۰۵ | 2002 PS105  | ۱۲ اوت ۲۰۰۲     |
| ۱۹۱۲۰۶ | 2002 PP109  | ۱۳ اوت ۲۰۰۲     |
| ۱۹۱۲۰۷ | 2002 PH169  | ۸ اوت ۲۰۰۲      |
| ۱۹۱۲۰۸ | 2002 QU28   | ۲۹ اوت ۲۰۰۲     |
| ۱۹۱۲۰۹ | 2002 QE32   | ۲۹ اوت ۲۰۰۲     |
| ۱۹۱۲۱۰ | 2002 QR41   | ۲۹ اوت ۲۰۰۲     |
| ۱۹۱۲۱۱ | 2002 QC58   | ۱۷ اوت ۲۰۰۲     |
| ۱۹۱۲۱۲ | 2002 QV116  | ۲۹ اوت ۲۰۰۲     |
| ۱۹۱۲۱۳ | 2002 RA1    | ۲ سپتامبر ۲۰۰۲  |
| ۱۹۱۲۱۴ | 2002 RO30   | ۴ سپتامبر ۲۰۰۲  |
| ۱۹۱۲۱۵ | 2002 RA39   | ۵ سپتامبر ۲۰۰۲  |
| ۱۹۱۲۱۶ | 2002 RJ40   | ۵ سپتامبر ۲۰۰۲  |
| ۱۹۱۲۱۷ | 2002 RX43   | ۵ سپتامبر ۲۰۰۲  |
| ۱۹۱۲۱۸ | 2002 RY50   | ۵ سپتامبر ۲۰۰۲  |
| ۱۹۱۲۱۹ | 2002 RC71   | ۴ سپتامبر ۲۰۰۲  |
| ۱۹۱۲۲۰ | 2002 RU74   | ۵ سپتامبر ۲۰۰۲  |
| ۱۹۱۲۲۱ | 2002 RL85   | ۵ سپتامبر ۲۰۰۲  |
| ۱۹۱۲۲۲ | 2002 RY88   | ۵ سپتامبر ۲۰۰۲  |
| ۱۹۱۲۲۳ | 2002 RK124  | ۹ سپتامبر ۲۰۰۲  |
| ۱۹۱۲۲۴ | 2002 RK146  | ۱۱ سپتامبر ۲۰۰۲ |
| ۱۹۱۲۲۵ | 2002 RN150  | ۱۱ سپتامبر ۲۰۰۲ |
| ۱۹۱۲۲۶ | 2002 RC170  | ۱۳ سپتامبر ۲۰۰۲ |
| ۱۹۱۲۲۷ | 2002 RA239  | ۱ سپتامبر ۲۰۰۲  |
| ۱۹۱۲۲۸ | 2002 RN242  | ۳ سپتامبر ۲۰۰۲  |
| ۱۹۱۲۲۹ | 2002 RQ246  | ۱۵ سپتامبر ۲۰۰۲ |
| ۱۹۱۲۳۰ | 2002 SG1    | ۲۶ سپتامبر ۲۰۰۲ |
| ۱۹۱۲۳۱ | 2002 SR6    | ۲۷ سپتامبر ۲۰۰۲ |
| ۱۹۱۲۳۲ | 2002 SL18   | ۲۶ سپتامبر ۲۰۰۲ |
| ۱۹۱۲۳۳ | 2002 SX45   | ۲۹ سپتامبر ۲۰۰۲ |
| ۱۹۱۲۳۴ | 2002 TX17   | ۲ اکتبر ۲۰۰۲    |
| ۱۹۱۲۳۵ | 2002 TB122  | ۳ اکتبر ۲۰۰۲    |
| ۱۹۱۲۳۶ | 2002 TT139  | ۴ اکتبر ۲۰۰۲    |
| ۱۹۱۲۳۷ | 2002 TA175  | ۴ اکتبر ۲۰۰۲    |
| ۱۹۱۲۳۸ | 2002 UP27   | ۳۱ اکتبر ۲۰۰۲   |
| ۱۹۱۲۳۹ | 2002 VW13   | ۴ نوامبر ۲۰۰۲   |
| ۱۹۱۲۴۰ | 2002 VX16   | ۵ نوامبر ۲۰۰۲   |
| ۱۹۱۲۴۱ | 2002 VN103  | ۱۲ نوامبر ۲۰۰۲  |
| ۱۹۱۲۴۲ | 2002 XA35   | ۶ دسامبر ۲۰۰۲   |
| ۱۹۱۲۴۳ | 2002 XJ60   | ۱۰ دسامبر ۲۰۰۲  |
| ۱۹۱۲۴۴ | 2002 YC4    | ۲۷ دسامبر ۲۰۰۲  |
| ۱۹۱۲۴۵ | 2002 YL9    | ۳۱ دسامبر ۲۰۰۲  |
| ۱۹۱۲۴۶ | 2002 YV15   | ۳۱ دسامبر ۲۰۰۲  |
| ۱۹۱۲۴۷ | 2002 YM29   | ۳۱ دسامبر ۲۰۰۲  |
| ۱۹۱۲۴۸ | 2002 YO29   | ۳۱ دسامبر ۲۰۰۲  |
| ۱۹۱۲۴۹ | 2003 AS38   | ۷ ژانویه ۲۰۰۳   |
| ۱۹۱۲۵۰ | 2003 AL69   | ۷ ژانویه ۲۰۰۳   |
| ۱۹۱۲۵۱ | 2003 AV90   | ۵ ژانویه ۲۰۰۳   |
| ۱۹۱۲۵۲ | 2003 BS2    | ۲۶ ژانویه ۲۰۰۳  |
| ۱۹۱۲۵۳ | 2003 BE9    | ۲۶ ژانویه ۲۰۰۳  |
| ۱۹۱۲۵۴ | 2003 BO9    | ۲۶ ژانویه ۲۰۰۳  |
| ۱۹۱۲۵۵ | 2003 BP18   | ۲۷ ژانویه ۲۰۰۳  |
| ۱۹۱۲۵۶ | 2003 BW27   | ۲۶ ژانویه ۲۰۰۳  |
| ۱۹۱۲۵۷ | 2003 BE33   | ۲۷ ژانویه ۲۰۰۳  |
| ۱۹۱۲۵۸ | 2003 BV33   | ۲۸ ژانویه ۲۰۰۳  |
| ۱۹۱۲۵۹ | 2003 BL37   | ۲۸ ژانویه ۲۰۰۳  |
| ۱۹۱۲۶۰ | 2003 BM49   | ۲۷ ژانویه ۲۰۰۳  |
| ۱۹۱۲۶۱ | 2003 BK53   | ۲۷ ژانویه ۲۰۰۳  |
| ۱۹۱۲۶۲ | 2003 BW54   | ۲۷ ژانویه ۲۰۰۳  |
| ۱۹۱۲۶۳ | 2003 BK60   | ۲۷ ژانویه ۲۰۰۳  |
| ۱۹۱۲۶۴ | 2003 BA61   | ۲۷ ژانویه ۲۰۰۳  |
| ۱۹۱۲۶۵ | 2003 BU77   | ۳۰ ژانویه ۲۰۰۳  |
| ۱۹۱۲۶۶ | 2003 BG82   | ۳۰ ژانویه ۲۰۰۳  |
| ۱۹۱۲۶۷ | 2003 CO3    | ۳ فوریه ۲۰۰۳    |
| ۱۹۱۲۶۸ | 2003 CM24   | ۴ فوریه ۲۰۰۳    |
| ۱۹۱۲۶۹ | 2003 DB2    | ۲۱ فوریه ۲۰۰۳   |
| ۱۹۱۲۷۰ | 2003 DN13   | ۲۶ فوریه ۲۰۰۳   |
| ۱۹۱۲۷۱ | 2003 ER5    | ۵ مارس ۲۰۰۳     |
| ۱۹۱۲۷۲ | 2003 EM6    | ۶ مارس ۲۰۰۳     |
| ۱۹۱۲۷۳ | 2003 EA13   | ۶ مارس ۲۰۰۳     |
| ۱۹۱۲۷۴ | 2003 EJ13   | ۶ مارس ۲۰۰۳     |
| ۱۹۱۲۷۵ | 2003 ES18   | ۶ مارس ۲۰۰۳     |
| ۱۹۱۲۷۶ | 2003 EZ26   | ۶ مارس ۲۰۰۳     |
| ۱۹۱۲۷۷ | 2003 EN29   | ۶ مارس ۲۰۰۳     |
| ۱۹۱۲۷۸ | 2003 ED38   | ۸ مارس ۲۰۰۳     |
| ۱۹۱۲۷۹ | 2003 EV51   | ۱۱ مارس ۲۰۰۳    |
| ۱۹۱۲۸۰ | 2003 EZ56   | ۹ مارس ۲۰۰۳     |
| ۱۹۱۲۸۱ | 2003 EN62   | ۹ مارس ۲۰۰۳     |
| ۱۹۱۲۸۱ | 2003 FS     | ۲۲ مارس ۲۰۰۳    |
| ۱۹۱۲۸۳ | 2003 FX12   | ۲۳ مارس ۲۰۰۳    |
| ۱۹۱۲۸۴ | 2003 FA36   | ۲۳ مارس ۲۰۰۳    |
| ۱۹۱۲۸۵ | 2003 FU57   | ۲۶ مارس ۲۰۰۳    |
| ۱۹۱۲۸۶ | 2003 FY57   | ۲۶ مارس ۲۰۰۳    |
| ۱۹۱۲۸۷ | 2003 FD75   | ۲۶ مارس ۲۰۰۳    |
| ۱۹۱۲۸۸ | 2003 FZ77   | ۲۷ مارس ۲۰۰۳    |
| ۱۹۱۲۸۹ | 2003 FR94   | ۲۹ مارس ۲۰۰۳    |
| ۱۹۱۲۹۰ | 2003 FR102  | ۳۱ مارس ۲۰۰۳    |
| ۱۹۱۲۹۱ | 2003 FH103  | ۲۴ مارس ۲۰۰۳    |
| ۱۹۱۲۹۲ | 2003 FF107  | ۳۰ مارس ۲۰۰۳    |
| ۱۹۱۲۹۳ | 2003 FK107  | ۳۰ مارس ۲۰۰۳    |
| ۱۹۱۲۹۴ | 2003 FM108  | ۳۱ مارس ۲۰۰۳    |
| ۱۹۱۲۹۵ | 2003 FX112  | ۳۰ مارس ۲۰۰۳    |
| ۱۹۱۲۹۶ | 2003 FQ128  | ۲۹ مارس ۲۰۰۳    |
| ۱۹۱۲۹۷ | 2003 GP2    | ۱ آوریل ۲۰۰۳    |
| ۱۹۱۲۹۸ | 2003 GG8    | ۳ آوریل ۲۰۰۳    |
| ۱۹۱۲۹۹ | 2003 GH9    | ۲ آوریل ۲۰۰۳    |
| ۱۹۱۳۰۰ | 2003 GS9    | ۲ آوریل ۲۰۰۳    |
| ۱۹۱۳۰۱ | 2003 GP12   | ۱ آوریل ۲۰۰۳    |
| ۱۹۱۳۰۲ | 2003 GD32   | ۸ آوریل ۲۰۰۳    |
| ۱۹۱۳۰۳ | 2003 GU35   | ۵ آوریل ۲۰۰۳    |
| ۱۹۱۳۰۴ | 2003 GD44   | ۹ آوریل ۲۰۰۳    |
| ۱۹۱۳۰۵ | 2003 HQ20   | ۲۴ آوریل ۲۰۰۳   |
| ۱۹۱۳۰۶ | 2003 HV20   | ۲۴ آوریل ۲۰۰۳   |
| ۱۹۱۳۰۷ | 2003 HV21   | ۲۷ آوریل ۲۰۰۳   |
| ۱۹۱۳۰۸ | 2003 HX29   | ۲۸ آوریل ۲۰۰۳   |
| ۱۹۱۳۰۹ | 2003 HQ30   | ۲۸ آوریل ۲۰۰۳   |
| ۱۹۱۳۱۰ | 2003 HM32   | ۲۸ آوریل ۲۰۰۳   |
| ۱۹۱۳۱۱ | 2003 HV37   | ۲۸ آوریل ۲۰۰۳   |
| ۱۹۱۳۱۲ | 2003 HX38   | ۲۹ آوریل ۲۰۰۳   |
| ۱۹۱۳۱۳ | 2003 HJ41   | ۲۹ آوریل ۲۰۰۳   |
| ۱۹۱۳۱۴ | 2003 HC44   | ۲۷ آوریل ۲۰۰۳   |
| ۱۹۱۳۱۵ | 2003 HT46   | ۲۸ آوریل ۲۰۰۳   |
| ۱۹۱۳۱۶ | 2003 HZ47   | ۳۰ آوریل ۲۰۰۳   |
| ۱۹۱۳۱۷ | 2003 HK55   | ۲۵ آوریل ۲۰۰۳   |
| ۱۹۱۳۱۸ | 2003 HT57   | ۲۵ آوریل ۲۰۰۳   |
| ۱۹۱۳۱۹ | 2003 JW7    | ۲ مه ۲۰۰۳       |
| ۱۹۱۳۲۰ | 2003 JZ12   | ۴ مه ۲۰۰۳       |
| ۱۹۱۳۲۱ | 2003 JF18   | ۱ مه ۲۰۰۳       |
| ۱۹۱۳۲۱ | 2003 KJ     | ۲۰ مه ۲۰۰۳      |
| ۱۹۱۳۲۱ | 2003 KN     | ۲۲ مه ۲۰۰۳      |
| ۱۹۱۳۲۴ | 2003 KA4    | ۲۳ مه ۲۰۰۳      |
| ۱۹۱۳۲۵ | 2003 LQ2    | ۳ ژوئن ۲۰۰۳     |
| ۱۹۱۳۲۶ | 2003 MV5    | ۲۶ ژوئن ۲۰۰۳    |
| ۱۹۱۳۲۷ | 2003 MO12   | ۲۹ ژوئن ۲۰۰۳    |
| ۱۹۱۳۲۸ | 2003 OT6    | ۲۱ ژوئیه ۲۰۰۳   |
| ۱۹۱۳۲۹ | 2003 OB18   | ۲۴ ژوئیه ۲۰۰۳   |
| ۱۹۱۳۳۰ | 2003 OX28   | ۲۴ ژوئیه ۲۰۰۳   |
| ۱۹۱۳۳۱ | 2003 OZ28   | ۲۴ ژوئیه ۲۰۰۳   |
| ۱۹۱۳۳۲ | 2003 PK7    | ۱ اوت ۲۰۰۳      |
| ۱۹۱۳۳۳ | 2003 QR1    | ۱۹ اوت ۲۰۰۳     |
| ۱۹۱۳۳۴ | 2003 QB2    | ۱۹ اوت ۲۰۰۳     |
| ۱۹۱۳۳۵ | 2003 QC5    | ۲۰ اوت ۲۰۰۳     |
| ۱۹۱۳۳۶ | 2003 QS7    | ۲۱ اوت ۲۰۰۳     |
| ۱۹۱۳۳۷ | 2003 QN11   | ۲۱ اوت ۲۰۰۳     |
| ۱۹۱۳۳۸ | 2003 QD13   | ۲۲ اوت ۲۰۰۳     |
| ۱۹۱۳۳۹ | 2003 QD19   | ۲۲ اوت ۲۰۰۳     |
| ۱۹۱۳۴۰ | 2003 QT22   | ۲۰ اوت ۲۰۰۳     |
| ۱۹۱۳۴۱ | 2003 QC31   | ۲۴ اوت ۲۰۰۳     |
| ۱۹۱۳۴۲ | 2003 QK32   | ۲۱ اوت ۲۰۰۳     |
| ۱۹۱۳۴۳ | 2003 QF33   | ۲۲ اوت ۲۰۰۳     |
| ۱۹۱۳۴۴ | 2003 QK33   | ۲۲ اوت ۲۰۰۳     |
| ۱۹۱۳۴۵ | 2003 QN33   | ۲۲ اوت ۲۰۰۳     |
| ۱۹۱۳۴۶ | 2003 QH39   | ۲۲ اوت ۲۰۰۳     |
| ۱۹۱۳۴۷ | 2003 QZ41   | ۲۲ اوت ۲۰۰۳     |
| ۱۹۱۳۴۸ | 2003 QL42   | ۲۲ اوت ۲۰۰۳     |
| ۱۹۱۳۴۹ | 2003 QF46   | ۲۳ اوت ۲۰۰۳     |
| ۱۹۱۳۵۰ | 2003 QF48   | ۲۰ اوت ۲۰۰۳     |
| ۱۹۱۳۵۱ | 2003 QY58   | ۲۳ اوت ۲۰۰۳     |
| ۱۹۱۳۵۲ | 2003 QS66   | ۲۲ اوت ۲۰۰۳     |
| ۱۹۱۳۵۳ | 2003 QL67   | ۲۳ اوت ۲۰۰۳     |
| ۱۹۱۳۵۴ | 2003 QD69   | ۲۳ اوت ۲۰۰۳     |
| ۱۹۱۳۵۵ | 2003 QZ73   | ۲۴ اوت ۲۰۰۳     |
| ۱۹۱۳۵۶ | 2003 QW75   | ۲۴ اوت ۲۰۰۳     |
| ۱۹۱۳۵۷ | 2003 QE79   | ۲۴ اوت ۲۰۰۳     |
| ۱۹۱۳۵۸ | 2003 QH80   | ۲۲ اوت ۲۰۰۳     |
| ۱۹۱۳۵۹ | 2003 QR81   | ۲۳ اوت ۲۰۰۳     |
| ۱۹۱۳۶۰ | 2003 QZ84   | ۲۴ اوت ۲۰۰۳     |
| ۱۹۱۳۶۱ | 2003 QD87   | ۲۵ اوت ۲۰۰۳     |
| ۱۹۱۳۶۲ | 2003 QG87   | ۲۵ اوت ۲۰۰۳     |
| ۱۹۱۳۶۳ | 2003 QS93   | ۲۸ اوت ۲۰۰۳     |
| ۱۹۱۳۶۴ | 2003 QQ94   | ۲۸ اوت ۲۰۰۳     |
| ۱۹۱۳۶۵ | 2003 QA102  | ۳۰ اوت ۲۰۰۳     |
| ۱۹۱۳۶۶ | 2003 QB107  | ۳۱ اوت ۲۰۰۳     |
| ۱۹۱۳۶۷ | 2003 QD113  | ۳۱ اوت ۲۰۰۳     |
| ۱۹۱۳۶۸ | 2003 RQ5    | ۳ سپتامبر ۲۰۰۳  |
| ۱۹۱۳۶۹ | 2003 RR7    | ۳ سپتامبر ۲۰۰۳  |
| ۱۹۱۳۷۰ | 2003 RO9    | ۴ سپتامبر ۲۰۰۳  |
| ۱۹۱۳۷۱ | 2003 RS9    | ۴ سپتامبر ۲۰۰۳  |
| ۱۹۱۳۷۲ | 2003 RP13   | ۱۵ سپتامبر ۲۰۰۳ |
| ۱۹۱۳۷۳ | 2003 RD14   | ۱۵ سپتامبر ۲۰۰۳ |
| ۱۹۱۳۷۴ | 2003 RK14   | ۱۴ سپتامبر ۲۰۰۳ |
| ۱۹۱۳۷۵ | 2003 RO26   | ۳ سپتامبر ۲۰۰۳  |
| ۱۹۱۳۷۶ | 2003 RZ26   | ۲ سپتامبر ۲۰۰۳  |
| ۱۹۱۳۷۶ | 2003 SQ     | ۱۶ سپتامبر ۲۰۰۳ |
| ۱۹۱۳۷۸ | 2003 SJ4    | ۱۶ سپتامبر ۲۰۰۳ |
| ۱۹۱۳۷۹ | 2003 SY7    | ۱۶ سپتامبر ۲۰۰۳ |
| ۱۹۱۳۸۰ | 2003 SH8    | ۱۶ سپتامبر ۲۰۰۳ |
| ۱۹۱۳۸۱ | 2003 SD17   | ۱۸ سپتامبر ۲۰۰۳ |
| ۱۹۱۳۸۲ | 2003 SR18   | ۱۶ سپتامبر ۲۰۰۳ |
| ۱۹۱۳۸۳ | 2003 SM22   | ۱۶ سپتامبر ۲۰۰۳ |
| ۱۹۱۳۸۴ | 2003 SZ27   | ۱۸ سپتامبر ۲۰۰۳ |
| ۱۹۱۳۸۵ | 2003 SU39   | ۱۶ سپتامبر ۲۰۰۳ |
| ۱۹۱۳۸۶ | 2003 SK40   | ۱۶ سپتامبر ۲۰۰۳ |
| ۱۹۱۳۸۷ | 2003 SO40   | ۱۶ سپتامبر ۲۰۰۳ |
| ۱۹۱۳۸۸ | 2003 SU40   | ۱۶ سپتامبر ۲۰۰۳ |
| ۱۹۱۳۸۹ | 2003 SQ42   | ۱۶ سپتامبر ۲۰۰۳ |
| ۱۹۱۳۹۰ | 2003 SH44   | ۱۶ سپتامبر ۲۰۰۳ |
| ۱۹۱۳۹۱ | 2003 SR44   | ۱۶ سپتامبر ۲۰۰۳ |
| ۱۹۱۳۹۲ | 2003 SC45   | ۱۶ سپتامبر ۲۰۰۳ |
| ۱۹۱۳۹۳ | 2003 SO47   | ۱۷ سپتامبر ۲۰۰۳ |
| ۱۹۱۳۹۴ | 2003 SN48   | ۱۸ سپتامبر ۲۰۰۳ |
| ۱۹۱۳۹۵ | 2003 SQ48   | ۱۸ سپتامبر ۲۰۰۳ |
| ۱۹۱۳۹۶ | 2003 SB50   | ۱۸ سپتامبر ۲۰۰۳ |
| ۱۹۱۳۹۷ | 2003 ST59   | ۱۷ سپتامبر ۲۰۰۳ |
| ۱۹۱۳۹۸ | 2003 SH63   | ۱۷ سپتامبر ۲۰۰۳ |
| ۱۹۱۳۹۹ | 2003 SO67   | ۱۹ سپتامبر ۲۰۰۳ |
| ۱۹۱۴۰۰ | 2003 SZ70   | ۱۸ سپتامبر ۲۰۰۳ |
| ۱۹۱۴۰۱ | 2003 SZ73   | ۱۸ سپتامبر ۲۰۰۳ |
| ۱۹۱۴۰۲ | 2003 SM76   | ۱۸ سپتامبر ۲۰۰۳ |
| ۱۹۱۴۰۳ | 2003 SB78   | ۱۹ سپتامبر ۲۰۰۳ |
| ۱۹۱۴۰۴ | 2003 SZ79   | ۱۹ سپتامبر ۲۰۰۳ |
| ۱۹۱۴۰۵ | 2003 SZ81   | ۱۷ سپتامبر ۲۰۰۳ |
| ۱۹۱۴۰۶ | 2003 SD82   | ۱۷ سپتامبر ۲۰۰۳ |
| ۱۹۱۴۰۷ | 2003 SJ86   | ۱۶ سپتامبر ۲۰۰۳ |
| ۱۹۱۴۰۸ | 2003 SP86   | ۱۶ سپتامبر ۲۰۰۳ |
| ۱۹۱۴۰۹ | 2003 SJ88   | ۱۸ سپتامبر ۲۰۰۳ |
| ۱۹۱۴۱۰ | 2003 SS92   | ۱۸ سپتامبر ۲۰۰۳ |
| ۱۹۱۴۱۱ | 2003 SW93   | ۱۸ سپتامبر ۲۰۰۳ |
| ۱۹۱۴۱۲ | 2003 SX103  | ۲۰ سپتامبر ۲۰۰۳ |
| ۱۹۱۴۱۳ | 2003 SQ104  | ۲۰ سپتامبر ۲۰۰۳ |
| ۱۹۱۴۱۴ | 2003 SW109  | ۲۰ سپتامبر ۲۰۰۳ |
| ۱۹۱۴۱۵ | 2003 SA110  | ۲۰ سپتامبر ۲۰۰۳ |
| ۱۹۱۴۱۶ | 2003 SZ119  | ۱۷ سپتامبر ۲۰۰۳ |
| ۱۹۱۴۱۷ | 2003 SU137  | ۲۱ سپتامبر ۲۰۰۳ |
| ۱۹۱۴۱۸ | 2003 SW138  | ۲۰ سپتامبر ۲۰۰۳ |
| ۱۹۱۴۱۹ | 2003 SZ138  | ۲۱ سپتامبر ۲۰۰۳ |
| ۱۹۱۴۲۰ | 2003 SN139  | ۱۸ سپتامبر ۲۰۰۳ |
| ۱۹۱۴۲۱ | 2003 SM146  | ۲۰ سپتامبر ۲۰۰۳ |
| ۱۹۱۴۲۲ | 2003 SW146  | ۲۰ سپتامبر ۲۰۰۳ |
| ۱۹۱۴۲۳ | 2003 SX146  | ۲۰ سپتامبر ۲۰۰۳ |
| ۱۹۱۴۲۴ | 2003 SA147  | ۲۰ سپتامبر ۲۰۰۳ |
| ۱۹۱۴۲۵ | 2003 SO148  | ۱۶ سپتامبر ۲۰۰۳ |
| ۱۹۱۴۲۶ | 2003 SR149  | ۱۷ سپتامبر ۲۰۰۳ |
| ۱۹۱۴۲۷ | 2003 SC154  | ۱۹ سپتامبر ۲۰۰۳ |
| ۱۹۱۴۲۸ | 2003 SC155  | ۱۹ سپتامبر ۲۰۰۳ |
| ۱۹۱۴۲۹ | 2003 SL157  | ۱۹ سپتامبر ۲۰۰۳ |
| ۱۹۱۴۳۰ | 2003 SH159  | ۲۱ سپتامبر ۲۰۰۳ |
| ۱۹۱۴۳۱ | 2003 SZ159  | ۲۰ سپتامبر ۲۰۰۳ |
| ۱۹۱۴۳۲ | 2003 SJ163  | ۱۹ سپتامبر ۲۰۰۳ |
| ۱۹۱۴۳۳ | 2003 SW168  | ۲۳ سپتامبر ۲۰۰۳ |
| ۱۹۱۴۳۴ | 2003 SZ172  | ۱۸ سپتامبر ۲۰۰۳ |
| ۱۹۱۴۳۵ | 2003 SX175  | ۱۸ سپتامبر ۲۰۰۳ |
| ۱۹۱۴۳۶ | 2003 SD177  | ۱۸ سپتامبر ۲۰۰۳ |
| ۱۹۱۴۳۷ | 2003 SR177  | ۱۸ سپتامبر ۲۰۰۳ |
| ۱۹۱۴۳۸ | 2003 SP178  | ۱۹ سپتامبر ۲۰۰۳ |
| ۱۹۱۴۳۹ | 2003 SE182  | ۲۰ سپتامبر ۲۰۰۳ |
| ۱۹۱۴۴۰ | 2003 SO182  | ۲۰ سپتامبر ۲۰۰۳ |
| ۱۹۱۴۴۱ | 2003 ST185  | ۲۲ سپتامبر ۲۰۰۳ |
| ۱۹۱۴۴۲ | 2003 SG189  | ۲۲ سپتامبر ۲۰۰۳ |
| ۱۹۱۴۴۳ | 2003 SG192  | ۲۰ سپتامبر ۲۰۰۳ |
| ۱۹۱۴۴۴ | 2003 SV193  | ۲۰ سپتامبر ۲۰۰۳ |
| ۱۹۱۴۴۵ | 2003 SG194  | ۲۰ سپتامبر ۲۰۰۳ |
| ۱۹۱۴۴۶ | 2003 SK199  | ۲۱ سپتامبر ۲۰۰۳ |
| ۱۹۱۴۴۷ | 2003 SV201  | ۲۶ سپتامبر ۲۰۰۳ |
| ۱۹۱۴۴۸ | 2003 SC203  | ۲۲ سپتامبر ۲۰۰۳ |
| ۱۹۱۴۴۹ | 2003 ST208  | ۲۳ سپتامبر ۲۰۰۳ |
| ۱۹۱۴۵۰ | 2003 SU210  | ۲۳ سپتامبر ۲۰۰۳ |
| ۱۹۱۴۵۱ | 2003 SD212  | ۲۵ سپتامبر ۲۰۰۳ |
| ۱۹۱۴۵۲ | 2003 SL216  | ۲۶ سپتامبر ۲۰۰۳ |
| ۱۹۱۴۵۳ | 2003 SZ217  | ۲۷ سپتامبر ۲۰۰۳ |
| ۱۹۱۴۵۴ | 2003 SD221  | ۲۸ سپتامبر ۲۰۰۳ |
| ۱۹۱۴۵۵ | 2003 ST225  | ۲۶ سپتامبر ۲۰۰۳ |
| ۱۹۱۴۵۶ | 2003 SR226  | ۲۶ سپتامبر ۲۰۰۳ |
| ۱۹۱۴۵۷ | 2003 ST231  | ۲۴ سپتامبر ۲۰۰۳ |
| ۱۹۱۴۵۸ | 2003 SS236  | ۲۶ سپتامبر ۲۰۰۳ |
| ۱۹۱۴۵۹ | 2003 SL254  | ۲۷ سپتامبر ۲۰۰۳ |
| ۱۹۱۴۶۰ | 2003 SE258  | ۲۸ سپتامبر ۲۰۰۳ |
| ۱۹۱۴۶۱ | 2003 SD266  | ۲۹ سپتامبر ۲۰۰۳ |
| ۱۹۱۴۶۲ | 2003 SF266  | ۲۹ سپتامبر ۲۰۰۳ |
| ۱۹۱۴۶۳ | 2003 SJ266  | ۲۹ سپتامبر ۲۰۰۳ |
| ۱۹۱۴۶۴ | 2003 SL269  | ۲۶ سپتامبر ۲۰۰۳ |
| ۱۹۱۴۶۵ | 2003 SY269  | ۲۴ سپتامبر ۲۰۰۳ |
| ۱۹۱۴۶۶ | 2003 SB273  | ۲۷ سپتامبر ۲۰۰۳ |
| ۱۹۱۴۶۷ | 2003 SD280  | ۱۸ سپتامبر ۲۰۰۳ |
| ۱۹۱۴۶۸ | 2003 SB282  | ۱۹ سپتامبر ۲۰۰۳ |
| ۱۹۱۴۶۹ | 2003 SL286  | ۲۱ سپتامبر ۲۰۰۳ |
| ۱۹۱۴۷۰ | 2003 SM286  | ۲۱ سپتامبر ۲۰۰۳ |
| ۱۹۱۴۷۱ | 2003 SE289  | ۲۸ سپتامبر ۲۰۰۳ |
| ۱۹۱۴۷۲ | 2003 ST291  | ۳۰ سپتامبر ۲۰۰۳ |
| ۱۹۱۴۷۳ | 2003 SL292  | ۲۵ سپتامبر ۲۰۰۳ |
| ۱۹۱۴۷۴ | 2003 SO292  | ۲۵ سپتامبر ۲۰۰۳ |
| ۱۹۱۴۷۵ | 2003 SU292  | ۲۶ سپتامبر ۲۰۰۳ |
| ۱۹۱۴۷۶ | 2003 SX296  | ۱۶ سپتامبر ۲۰۰۳ |
| ۱۹۱۴۷۷ | 2003 SE297  | ۱۸ سپتامبر ۲۰۰۳ |
| ۱۹۱۴۷۸ | 2003 SP303  | ۱۷ سپتامبر ۲۰۰۳ |
| ۱۹۱۴۷۹ | 2003 SR308  | ۲۹ سپتامبر ۲۰۰۳ |
| ۱۹۱۴۸۰ | 2003 SR310  | ۲۸ سپتامبر ۲۰۰۳ |
| ۱۹۱۴۸۱ | 2003 SH312  | ۲۶ سپتامبر ۲۰۰۳ |
| ۱۹۱۴۸۲ | 2003 SJ312  | ۲۷ سپتامبر ۲۰۰۳ |
| ۱۹۱۴۸۳ | 2003 SH319  | ۲۱ سپتامبر ۲۰۰۳ |
| ۱۹۱۴۸۴ | 2003 TA1    | ۳ اکتبر ۲۰۰۳    |
| ۱۹۱۴۸۵ | 2003 TO2    | ۷ اکتبر ۲۰۰۳    |
| ۱۹۱۴۸۶ | 2003 TL7    | ۱ اکتبر ۲۰۰۳    |
| ۱۹۱۴۸۷ | 2003 TM7    | ۱ اکتبر ۲۰۰۳    |
| ۱۹۱۴۸۸ | 2003 TN15   | ۱۵ اکتبر ۲۰۰۳   |
| ۱۹۱۴۸۹ | 2003 TW16   | ۱۴ اکتبر ۲۰۰۳   |
| ۱۹۱۴۹۰ | 2003 TQ20   | ۱۵ اکتبر ۲۰۰۳   |
| ۱۹۱۴۹۱ | 2003 TF21   | ۱۵ اکتبر ۲۰۰۳   |
| ۱۹۱۴۹۲ | 2003 TH57   | ۵ اکتبر ۲۰۰۳    |
| ۱۹۱۴۹۳ | 2003 TT57   | ۱۴ اکتبر ۲۰۰۳   |
| ۱۹۱۴۹۴ | 2003 UE5    | ۱۶ اکتبر ۲۰۰۳   |
| ۱۹۱۴۹۵ | 2003 UN11   | ۲۰ اکتبر ۲۰۰۳   |
| ۱۹۱۴۹۶ | 2003 UU21   | ۲۱ اکتبر ۲۰۰۳   |
| ۱۹۱۴۹۷ | 2003 UL27   | ۲۳ اکتبر ۲۰۰۳   |
| ۱۹۱۴۹۸ | 2003 UB37   | ۱۶ اکتبر ۲۰۰۳   |
| ۱۹۱۴۹۹ | 2003 UA41   | ۱۶ اکتبر ۲۰۰۳   |
| ۱۹۱۵۰۰ | 2003 UR47   | ۲۴ اکتبر ۲۰۰۳   |
| ۱۹۱۵۰۱ | 2003 UA48   | ۱۶ اکتبر ۲۰۰۳   |
| ۱۹۱۵۰۲ | 2003 UL48   | ۱۶ اکتبر ۲۰۰۳   |
| ۱۹۱۵۰۳ | 2003 UW48   | ۱۶ اکتبر ۲۰۰۳   |
| ۱۹۱۵۰۴ | 2003 UL54   | ۱۸ اکتبر ۲۰۰۳   |
| ۱۹۱۵۰۵ | 2003 UQ57   | ۱۶ اکتبر ۲۰۰۳   |
| ۱۹۱۵۰۶ | 2003 UT63   | ۱۶ اکتبر ۲۰۰۳   |
| ۱۹۱۵۰۷ | 2003 UK65   | ۱۶ اکتبر ۲۰۰۳   |
| ۱۹۱۵۰۸ | 2003 UA73   | ۱۹ اکتبر ۲۰۰۳   |
| ۱۹۱۵۰۹ | 2003 UD83   | ۱۶ اکتبر ۲۰۰۳   |
| ۱۹۱۵۱۰ | 2003 UK85   | ۱۸ اکتبر ۲۰۰۳   |
| ۱۹۱۵۱۱ | 2003 UT86   | ۱۸ اکتبر ۲۰۰۳   |
| ۱۹۱۵۱۲ | 2003 UA87   | ۱۸ اکتبر ۲۰۰۳   |
| ۱۹۱۵۱۳ | 2003 UJ89   | ۲۰ اکتبر ۲۰۰۳   |
| ۱۹۱۵۱۴ | 2003 UQ92   | ۲۰ اکتبر ۲۰۰۳   |
| ۱۹۱۵۱۵ | 2003 UB111  | ۱۹ اکتبر ۲۰۰۳   |
| ۱۹۱۵۱۶ | 2003 US112  | ۲۰ اکتبر ۲۰۰۳   |
| ۱۹۱۵۱۷ | 2003 UK116  | ۲۱ اکتبر ۲۰۰۳   |
| ۱۹۱۵۱۸ | 2003 UA129  | ۲۱ اکتبر ۲۰۰۳   |
| ۱۹۱۵۱۹ | 2003 UD133  | ۲۰ اکتبر ۲۰۰۳   |
| ۱۹۱۵۲۰ | 2003 UE148  | ۱۹ اکتبر ۲۰۰۳   |
| ۱۹۱۵۲۱ | 2003 UJ152  | ۲۱ اکتبر ۲۰۰۳   |
| ۱۹۱۵۲۲ | 2003 US158  | ۲۰ اکتبر ۲۰۰۳   |
| ۱۹۱۵۲۳ | 2003 UD173  | ۲۰ اکتبر ۲۰۰۳   |
| ۱۹۱۵۲۴ | 2003 UN177  | ۲۱ اکتبر ۲۰۰۳   |
| ۱۹۱۵۲۵ | 2003 UW183  | ۲۱ اکتبر ۲۰۰۳   |
| ۱۹۱۵۲۶ | 2003 UV186  | ۲۲ اکتبر ۲۰۰۳   |
| ۱۹۱۵۲۷ | 2003 UA193  | ۲۰ اکتبر ۲۰۰۳   |
| ۱۹۱۵۲۸ | 2003 UV193  | ۲۰ اکتبر ۲۰۰۳   |
| ۱۹۱۵۲۹ | 2003 UX196  | ۲۱ اکتبر ۲۰۰۳   |
| ۱۹۱۵۳۰ | 2003 UX197  | ۲۱ اکتبر ۲۰۰۳   |
| ۱۹۱۵۳۱ | 2003 UQ198  | ۲۱ اکتبر ۲۰۰۳   |
| ۱۹۱۵۳۲ | 2003 UV199  | ۲۱ اکتبر ۲۰۰۳   |
| ۱۹۱۵۳۳ | 2003 UV208  | ۲۲ اکتبر ۲۰۰۳   |
| ۱۹۱۵۳۴ | 2003 UM211  | ۲۳ اکتبر ۲۰۰۳   |
| ۱۹۱۵۳۵ | 2003 UE218  | ۲۱ اکتبر ۲۰۰۳   |
| ۱۹۱۵۳۶ | 2003 UY222  | ۲۲ اکتبر ۲۰۰۳   |
| ۱۹۱۵۳۷ | 2003 UL223  | ۲۲ اکتبر ۲۰۰۳   |
| ۱۹۱۵۳۸ | 2003 UR227  | ۲۳ اکتبر ۲۰۰۳   |
| ۱۹۱۵۳۹ | 2003 UL230  | ۲۳ اکتبر ۲۰۰۳   |
| ۱۹۱۵۴۰ | 2003 UF236  | ۲۲ اکتبر ۲۰۰۳   |
| ۱۹۱۵۴۱ | 2003 UF238  | ۲۳ اکتبر ۲۰۰۳   |
| ۱۹۱۵۴۲ | 2003 UM244  | ۲۴ اکتبر ۲۰۰۳   |
| ۱۹۱۵۴۳ | 2003 UJ249  | ۲۵ اکتبر ۲۰۰۳   |
| ۱۹۱۵۴۴ | 2003 UA255  | ۲۵ اکتبر ۲۰۰۳   |
| ۱۹۱۵۴۵ | 2003 UZ261  | ۲۶ اکتبر ۲۰۰۳   |
| ۱۹۱۵۴۶ | 2003 UV268  | ۲۸ اکتبر ۲۰۰۳   |
| ۱۹۱۵۴۷ | 2003 UB269  | ۲۸ اکتبر ۲۰۰۳   |
| ۱۹۱۵۴۸ | 2003 UG278  | ۲۵ اکتبر ۲۰۰۳   |
| ۱۹۱۵۴۹ | 2003 UL293  | ۱۸ اکتبر ۲۰۰۳   |
| ۱۹۱۵۵۰ | 2003 UL299  | ۱۶ اکتبر ۲۰۰۳   |
| ۱۹۱۵۵۱ | 2003 VK1    | ۶ نوامبر ۲۰۰۳   |
| ۱۹۱۵۵۲ | 2003 VC8    | ۱۴ نوامبر ۲۰۰۳  |
| ۱۹۱۵۵۳ | 2003 WV14   | ۱۶ نوامبر ۲۰۰۳  |
| ۱۹۱۵۵۴ | 2003 WC15   | ۱۶ نوامبر ۲۰۰۳  |
| ۱۹۱۵۵۵ | 2003 WC20   | ۱۹ نوامبر ۲۰۰۳  |
| ۱۹۱۵۵۶ | 2003 WM44   | ۱۹ نوامبر ۲۰۰۳  |
| ۱۹۱۵۵۷ | 2003 WT63   | ۱۹ نوامبر ۲۰۰۳  |
| ۱۹۱۵۵۸ | 2003 WO65   | ۱۹ نوامبر ۲۰۰۳  |
| ۱۹۱۵۵۹ | 2003 WE69   | ۱۹ نوامبر ۲۰۰۳  |
| ۱۹۱۵۶۰ | 2003 WR69   | ۱۹ نوامبر ۲۰۰۳  |
| ۱۹۱۵۶۱ | 2003 WT74   | ۲۰ نوامبر ۲۰۰۳  |
| ۱۹۱۵۶۲ | 2003 WD81   | ۲۰ نوامبر ۲۰۰۳  |
| ۱۹۱۵۶۳ | 2003 WJ102  | ۲۱ نوامبر ۲۰۰۳  |
| ۱۹۱۵۶۴ | 2003 WZ112  | ۲۰ نوامبر ۲۰۰۳  |
| ۱۹۱۵۶۵ | 2003 WX128  | ۲۱ نوامبر ۲۰۰۳  |
| ۱۹۱۵۶۶ | 2003 WN139  | ۲۱ نوامبر ۲۰۰۳  |
| ۱۹۱۵۶۷ | 2003 WX146  | ۲۳ نوامبر ۲۰۰۳  |
| ۱۹۱۵۶۸ | 2003 WR151  | ۲۶ نوامبر ۲۰۰۳  |
| ۱۹۱۵۶۹ | 2003 WZ153  | ۲۹ نوامبر ۲۰۰۳  |
| ۱۹۱۵۷۰ | 2003 WQ162  | ۳۰ نوامبر ۲۰۰۳  |
| ۱۹۱۵۷۱ | 2003 WX170  | ۲۱ نوامبر ۲۰۰۳  |
| ۱۹۱۵۷۲ | 2003 WU189  | ۲۲ نوامبر ۲۰۰۳  |
| ۱۹۱۵۷۳ | 2003 XZ10   | ۱۰ دسامبر ۲۰۰۳  |
| ۱۹۱۵۷۴ | 2003 XF14   | ۱۵ دسامبر ۲۰۰۳  |
| ۱۹۱۵۷۵ | 2003 XP25   | ۱ دسامبر ۲۰۰۳   |
| ۱۹۱۵۷۶ | 2003 XM30   | ۱ دسامبر ۲۰۰۳   |
| ۱۹۱۵۷۷ | 2003 XU32   | ۱ دسامبر ۲۰۰۳   |
| ۱۹۱۵۷۸ | 2003 XH35   | ۳ دسامبر ۲۰۰۳   |
| ۱۹۱۵۷۹ | 2003 YB6    | ۱۷ دسامبر ۲۰۰۳  |
| ۱۹۱۵۸۰ | 2003 YR53   | ۱۹ دسامبر ۲۰۰۳  |
| ۱۹۱۵۸۱ | 2003 YC64   | ۱۹ دسامبر ۲۰۰۳  |
| ۱۹۱۵۸۲ | Kikadolfi   | ۲۰ دسامبر ۲۰۰۳  |
| ۱۹۱۵۸۳ | 2003 YF105  | ۲۲ دسامبر ۲۰۰۳  |
| ۱۹۱۵۸۴ | 2004 BA143  | ۱۹ ژانویه ۲۰۰۴  |
| ۱۹۱۵۸۵ | 2004 CO63   | ۱۲ فوریه ۲۰۰۴   |
| ۱۹۱۵۸۶ | 2004 DU49   | ۲۲ فوریه ۲۰۰۴   |
| ۱۹۱۵۸۷ | 2004 EJ6    | ۱۲ مارس ۲۰۰۴    |
| ۱۹۱۵۸۸ | 2004 EO73   | ۱۵ مارس ۲۰۰۴    |
| ۱۹۱۵۸۹ | 2004 FQ5    | ۱۹ مارس ۲۰۰۴    |
| ۱۹۱۵۹۰ | 2004 FN29   | ۲۴ مارس ۲۰۰۴    |
| ۱۹۱۵۹۱ | 2004 FR38   | ۱۷ مارس ۲۰۰۴    |
| ۱۹۱۵۹۲ | 2004 FX46   | ۱۷ مارس ۲۰۰۴    |
| ۱۹۱۵۹۳ | 2004 FD68   | ۲۰ مارس ۲۰۰۴    |
| ۱۹۱۵۹۴ | 2004 FC90   | ۲۰ مارس ۲۰۰۴    |
| ۱۹۱۵۹۵ | 2004 FF109  | ۲۴ مارس ۲۰۰۴    |
| ۱۹۱۵۹۶ | 2004 FX121  | ۲۴ مارس ۲۰۰۴    |
| ۱۹۱۵۹۷ | 2004 FX125  | ۲۷ مارس ۲۰۰۴    |
| ۱۹۱۵۹۸ | 2004 FT142  | ۲۷ مارس ۲۰۰۴    |
| ۱۹۱۵۹۹ | 2004 FN143  | ۲۸ مارس ۲۰۰۴    |
| ۱۹۱۶۰۰ | 2004 FW146  | ۲۲ مارس ۲۰۰۴    |
| ۱۹۱۶۰۱ | 2004 GY13   | ۱۳ آوریل ۲۰۰۴   |
| ۱۹۱۶۰۲ | 2004 GB30   | ۱۲ آوریل ۲۰۰۴   |
| ۱۹۱۶۰۳ | 2004 GH37   | ۱۴ آوریل ۲۰۰۴   |
| ۱۹۱۶۰۴ | 2004 GL48   | ۱۲ آوریل ۲۰۰۴   |
| ۱۹۱۶۰۵ | 2004 GA59   | ۱۲ آوریل ۲۰۰۴   |
| ۱۹۱۶۰۶ | 2004 GN74   | ۱۵ آوریل ۲۰۰۴   |
| ۱۹۱۶۰۷ | 2004 HD7    | ۱۶ آوریل ۲۰۰۴   |
| ۱۹۱۶۰۸ | 2004 HP10   | ۱۷ آوریل ۲۰۰۴   |
| ۱۹۱۶۰۹ | 2004 HA18   | ۱۷ آوریل ۲۰۰۴   |
| ۱۹۱۶۱۰ | 2004 HW24   | ۱۹ آوریل ۲۰۰۴   |
| ۱۹۱۶۱۱ | 2004 HU45   | ۲۱ آوریل ۲۰۰۴   |
| ۱۹۱۶۱۲ | 2004 HT48   | ۲۲ آوریل ۲۰۰۴   |
| ۱۹۱۶۱۳ | 2004 HS50   | ۲۳ آوریل ۲۰۰۴   |
| ۱۹۱۶۱۴ | 2004 JH6    | ۸ مه ۲۰۰۴       |
| ۱۹۱۶۱۵ | 2004 JE7    | ۸ مه ۲۰۰۴       |
| ۱۹۱۶۱۶ | 2004 JO22   | ۹ مه ۲۰۰۴       |
| ۱۹۱۶۱۷ | 2004 JN24   | ۱۵ مه ۲۰۰۴      |
| ۱۹۱۶۱۸ | 2004 JB42   | ۱۵ مه ۲۰۰۴      |
| ۱۹۱۶۱۹ | 2004 KJ7    | ۱۹ مه ۲۰۰۴      |
| ۱۹۱۶۲۰ | 2004 LH5    | ۱۲ ژوئن ۲۰۰۴    |
| ۱۹۱۶۲۱ | 2004 MN3    | ۱۹ ژوئن ۲۰۰۴    |
| ۱۹۱۶۲۲ | 2004 MK8    | ۲۷ ژوئن ۲۰۰۴    |
| ۱۹۱۶۲۳ | 2004 NB1    | ۷ ژوئیه ۲۰۰۴    |
| ۱۹۱۶۲۴ | 2004 NJ1    | ۹ ژوئیه ۲۰۰۴    |
| ۱۹۱۶۲۵ | 2004 NO3    | ۱۲ ژوئیه ۲۰۰۴   |
| ۱۹۱۶۲۶ | 2004 NF15   | ۱۱ ژوئیه ۲۰۰۴   |
| ۱۹۱۶۲۷ | 2004 NF16   | ۱۱ ژوئیه ۲۰۰۴   |
| ۱۹۱۶۲۸ | 2004 NE17   | ۱۱ ژوئیه ۲۰۰۴   |
| ۱۹۱۶۲۹ | 2004 NJ17   | ۱۱ ژوئیه ۲۰۰۴   |
| ۱۹۱۶۳۰ | 2004 NE22   | ۱۱ ژوئیه ۲۰۰۴   |
| ۱۹۱۶۳۱ | 2004 NN27   | ۱۱ ژوئیه ۲۰۰۴   |
| ۱۹۱۶۳۲ | 2004 NW27   | ۱۱ ژوئیه ۲۰۰۴   |
| ۱۹۱۶۳۳ | 2004 OB12   | ۱۷ ژوئیه ۲۰۰۴   |
| ۱۹۱۶۳۴ | 2004 PQ3    | ۳ اوت ۲۰۰۴      |
| ۱۹۱۶۳۵ | 2004 PD5    | ۶ اوت ۲۰۰۴      |
| ۱۹۱۶۳۶ | 2004 PF9    | ۶ اوت ۲۰۰۴      |
| ۱۹۱۶۳۷ | 2004 PX18   | ۸ اوت ۲۰۰۴      |
| ۱۹۱۶۳۸ | 2004 PO20   | ۶ اوت ۲۰۰۴      |
| ۱۹۱۶۳۹ | 2004 PU23   | ۸ اوت ۲۰۰۴      |
| ۱۹۱۶۴۰ | 2004 PK24   | ۸ اوت ۲۰۰۴      |
| ۱۹۱۶۴۱ | 2004 PL24   | ۸ اوت ۲۰۰۴      |
| ۱۹۱۶۴۲ | 2004 PV29   | ۷ اوت ۲۰۰۴      |
| ۱۹۱۶۴۳ | 2004 PX34   | ۸ اوت ۲۰۰۴      |
| ۱۹۱۶۴۴ | 2004 PZ36   | ۹ اوت ۲۰۰۴      |
| ۱۹۱۶۴۵ | 2004 PQ38   | ۹ اوت ۲۰۰۴      |
| ۱۹۱۶۴۶ | 2004 PP40   | ۹ اوت ۲۰۰۴      |
| ۱۹۱۶۴۷ | 2004 PK43   | ۶ اوت ۲۰۰۴      |
| ۱۹۱۶۴۸ | 2004 PP45   | ۷ اوت ۲۰۰۴      |
| ۱۹۱۶۴۹ | 2004 PX46   | ۸ اوت ۲۰۰۴      |
| ۱۹۱۶۵۰ | 2004 PC51   | ۸ اوت ۲۰۰۴      |
| ۱۹۱۶۵۱ | 2004 PU56   | ۹ اوت ۲۰۰۴      |
| ۱۹۱۶۵۲ | 2004 PF57   | ۹ اوت ۲۰۰۴      |
| ۱۹۱۶۵۳ | 2004 PN69   | ۷ اوت ۲۰۰۴      |
| ۱۹۱۶۵۴ | 2004 PQ71   | ۸ اوت ۲۰۰۴      |
| ۱۹۱۶۵۵ | 2004 PT73   | ۸ اوت ۲۰۰۴      |
| ۱۹۱۶۵۶ | 2004 PY81   | ۱۰ اوت ۲۰۰۴     |
| ۱۹۱۶۵۷ | 2004 PK84   | ۱۰ اوت ۲۰۰۴     |
| ۱۹۱۶۵۸ | 2004 PG91   | ۱۱ اوت ۲۰۰۴     |
| ۱۹۱۶۵۹ | 2004 PK101  | ۱۱ اوت ۲۰۰۴     |
| ۱۹۱۶۶۰ | 2004 PL101  | ۱۱ اوت ۲۰۰۴     |
| ۱۹۱۶۶۱ | 2004 PP101  | ۱۱ اوت ۲۰۰۴     |
| ۱۹۱۶۶۲ | 2004 PU102  | ۱۲ اوت ۲۰۰۴     |
| ۱۹۱۶۶۳ | 2004 PG103  | ۱۲ اوت ۲۰۰۴     |
| ۱۹۱۶۶۴ | 2004 PQ103  | ۱۲ اوت ۲۰۰۴     |
| ۱۹۱۶۶۵ | 2004 PA104  | ۱۲ اوت ۲۰۰۴     |
| ۱۹۱۶۶۶ | 2004 PQ112  | ۳ اوت ۲۰۰۴      |
| ۱۹۱۶۶۶ | 2004 QZ     | ۱۶ اوت ۲۰۰۴     |
| ۱۹۱۶۶۸ | 2004 QF4    | ۱۹ اوت ۲۰۰۴     |
| ۱۹۱۶۶۹ | 2004 QD11   | ۲۱ اوت ۲۰۰۴     |
| ۱۹۱۶۷۰ | 2004 QV11   | ۲۱ اوت ۲۰۰۴     |
| ۱۹۱۶۷۱ | 2004 QC20   | ۲۵ اوت ۲۰۰۴     |
| ۱۹۱۶۷۲ | 2004 RT10   | ۷ سپتامبر ۲۰۰۴  |
| ۱۹۱۶۷۳ | 2004 RR19   | ۷ سپتامبر ۲۰۰۴  |
| ۱۹۱۶۷۴ | 2004 RG35   | ۷ سپتامبر ۲۰۰۴  |
| ۱۹۱۶۷۵ | 2004 RP38   | ۷ سپتامبر ۲۰۰۴  |
| ۱۹۱۶۷۶ | 2004 RR46   | ۸ سپتامبر ۲۰۰۴  |
| ۱۹۱۶۷۷ | 2004 RH47   | ۸ سپتامبر ۲۰۰۴  |
| ۱۹۱۶۷۸ | 2004 RS58   | ۸ سپتامبر ۲۰۰۴  |
| ۱۹۱۶۷۹ | 2004 RV63   | ۸ سپتامبر ۲۰۰۴  |
| ۱۹۱۶۸۰ | 2004 RE67   | ۸ سپتامبر ۲۰۰۴  |
| ۱۹۱۶۸۱ | 2004 RJ75   | ۸ سپتامبر ۲۰۰۴  |
| ۱۹۱۶۸۲ | 2004 RG76   | ۸ سپتامبر ۲۰۰۴  |
| ۱۹۱۶۸۳ | 2004 RX76   | ۸ سپتامبر ۲۰۰۴  |
| ۱۹۱۶۸۴ | 2004 RK78   | ۸ سپتامبر ۲۰۰۴  |
| ۱۹۱۶۸۵ | 2004 RO79   | ۸ سپتامبر ۲۰۰۴  |
| ۱۹۱۶۸۶ | 2004 RA86   | ۷ سپتامبر ۲۰۰۴  |
| ۱۹۱۶۸۷ | 2004 RK95   | ۸ سپتامبر ۲۰۰۴  |
| ۱۹۱۶۸۸ | 2004 RC107  | ۹ سپتامبر ۲۰۰۴  |
| ۱۹۱۶۸۹ | 2004 RZ136  | ۸ سپتامبر ۲۰۰۴  |
| ۱۹۱۶۹۰ | 2004 RY142  | ۸ سپتامبر ۲۰۰۴  |
| ۱۹۱۶۹۱ | 2004 RK144  | ۸ سپتامبر ۲۰۰۴  |
| ۱۹۱۶۹۲ | 2004 RN149  | ۹ سپتامبر ۲۰۰۴  |
| ۱۹۱۶۹۳ | 2004 RG150  | ۹ سپتامبر ۲۰۰۴  |
| ۱۹۱۶۹۴ | 2004 RL151  | ۹ سپتامبر ۲۰۰۴  |
| ۱۹۱۶۹۵ | 2004 RK154  | ۱۰ سپتامبر ۲۰۰۴ |
| ۱۹۱۶۹۶ | 2004 RB160  | ۱۰ سپتامبر ۲۰۰۴ |
| ۱۹۱۶۹۷ | 2004 RR162  | ۱۱ سپتامبر ۲۰۰۴ |
| ۱۹۱۶۹۸ | 2004 RV163  | ۱۰ سپتامبر ۲۰۰۴ |
| ۱۹۱۶۹۹ | 2004 RX167  | ۷ سپتامبر ۲۰۰۴  |
| ۱۹۱۷۰۰ | 2004 RG168  | ۸ سپتامبر ۲۰۰۴  |
| ۱۹۱۷۰۱ | 2004 RP169  | ۸ سپتامبر ۲۰۰۴  |
| ۱۹۱۷۰۲ | 2004 RQ170  | ۸ سپتامبر ۲۰۰۴  |
| ۱۹۱۷۰۳ | 2004 RB172  | ۹ سپتامبر ۲۰۰۴  |
| ۱۹۱۷۰۴ | 2004 RF172  | ۹ سپتامبر ۲۰۰۴  |
| ۱۹۱۷۰۵ | 2004 RR188  | ۱۰ سپتامبر ۲۰۰۴ |
| ۱۹۱۷۰۶ | 2004 RX188  | ۱۰ سپتامبر ۲۰۰۴ |
| ۱۹۱۷۰۷ | 2004 RY192  | ۱۰ سپتامبر ۲۰۰۴ |
| ۱۹۱۷۰۸ | 2004 RQ194  | ۱۰ سپتامبر ۲۰۰۴ |
| ۱۹۱۷۰۹ | 2004 RT194  | ۱۰ سپتامبر ۲۰۰۴ |
| ۱۹۱۷۱۰ | 2004 RW195  | ۱۰ سپتامبر ۲۰۰۴ |
| ۱۹۱۷۱۱ | 2004 RQ196  | ۱۰ سپتامبر ۲۰۰۴ |
| ۱۹۱۷۱۲ | 2004 RT196  | ۱۰ سپتامبر ۲۰۰۴ |
| ۱۹۱۷۱۳ | 2004 RE199  | ۱۰ سپتامبر ۲۰۰۴ |
| ۱۹۱۷۱۴ | 2004 RX199  | ۱۰ سپتامبر ۲۰۰۴ |
| ۱۹۱۷۱۵ | 2004 RG201  | ۱۰ سپتامبر ۲۰۰۴ |
| ۱۹۱۷۱۶ | 2004 RX206  | ۱۱ سپتامبر ۲۰۰۴ |
| ۱۹۱۷۱۷ | 2004 RZ214  | ۱۱ سپتامبر ۲۰۰۴ |
| ۱۹۱۷۱۸ | 2004 RL218  | ۱۱ سپتامبر ۲۰۰۴ |
| ۱۹۱۷۱۹ | 2004 RO220  | ۱۱ سپتامبر ۲۰۰۴ |
| ۱۹۱۷۲۰ | 2004 RG224  | ۸ سپتامبر ۲۰۰۴  |
| ۱۹۱۷۲۱ | 2004 RP228  | ۹ سپتامبر ۲۰۰۴  |
| ۱۹۱۷۲۲ | 2004 RZ229  | ۹ سپتامبر ۲۰۰۴  |
| ۱۹۱۷۲۳ | 2004 RE237  | ۱۰ سپتامبر ۲۰۰۴ |
| ۱۹۱۷۲۴ | 2004 RJ246  | ۱۰ سپتامبر ۲۰۰۴ |
| ۱۹۱۷۲۵ | 2004 RM276  | ۱۳ سپتامبر ۲۰۰۴ |
| ۱۹۱۷۲۶ | 2004 RV287  | ۱۵ سپتامبر ۲۰۰۴ |
| ۱۹۱۷۲۷ | 2004 RK293  | ۱۱ سپتامبر ۲۰۰۴ |
| ۱۹۱۷۲۸ | 2004 RK305  | ۱۲ سپتامبر ۲۰۰۴ |
| ۱۹۱۷۲۹ | 2004 RZ306  | ۱۲ سپتامبر ۲۰۰۴ |
| ۱۹۱۷۳۰ | 2004 RL309  | ۱۳ سپتامبر ۲۰۰۴ |
| ۱۹۱۷۳۱ | 2004 RZ309  | ۱۳ سپتامبر ۲۰۰۴ |
| ۱۹۱۷۳۲ | 2004 RD310  | ۱۳ سپتامبر ۲۰۰۴ |
| ۱۹۱۷۳۳ | 2004 RV312  | ۱۵ سپتامبر ۲۰۰۴ |
| ۱۹۱۷۳۴ | 2004 RU323  | ۱۳ سپتامبر ۲۰۰۴ |
| ۱۹۱۷۳۵ | 2004 RN325  | ۱۳ سپتامبر ۲۰۰۴ |
| ۱۹۱۷۳۶ | 2004 RV325  | ۱۳ سپتامبر ۲۰۰۴ |
| ۱۹۱۷۳۷ | 2004 RE326  | ۱۳ سپتامبر ۲۰۰۴ |
| ۱۹۱۷۳۸ | 2004 RR333  | ۱۵ سپتامبر ۲۰۰۴ |
| ۱۹۱۷۳۹ | 2004 RO338  | ۱۵ سپتامبر ۲۰۰۴ |
| ۱۹۱۷۴۰ | 2004 SB12   | ۱۶ سپتامبر ۲۰۰۴ |
| ۱۹۱۷۴۱ | 2004 SC12   | ۱۶ سپتامبر ۲۰۰۴ |
| ۱۹۱۷۴۲ | 2004 SA13   | ۱۷ سپتامبر ۲۰۰۴ |
| ۱۹۱۷۴۳ | 2004 SZ13   | ۱۷ سپتامبر ۲۰۰۴ |
| ۱۹۱۷۴۴ | 2004 SX15   | ۱۷ سپتامبر ۲۰۰۴ |
| ۱۹۱۷۴۵ | 2004 SM20   | ۱۷ سپتامبر ۲۰۰۴ |
| ۱۹۱۷۴۶ | 2004 SQ22   | ۱۷ سپتامبر ۲۰۰۴ |
| ۱۹۱۷۴۷ | 2004 SV29   | ۱۷ سپتامبر ۲۰۰۴ |
| ۱۹۱۷۴۸ | 2004 SZ40   | ۱۷ سپتامبر ۲۰۰۴ |
| ۱۹۱۷۴۹ | 2004 SO42   | ۱۸ سپتامبر ۲۰۰۴ |
| ۱۹۱۷۵۰ | 2004 ST48   | ۲۱ سپتامبر ۲۰۰۴ |
| ۱۹۱۷۵۱ | 2004 SC50   | ۲۲ سپتامبر ۲۰۰۴ |
| ۱۹۱۷۵۲ | 2004 SE50   | ۲۲ سپتامبر ۲۰۰۴ |
| ۱۹۱۷۵۳ | 2004 SD51   | ۲۲ سپتامبر ۲۰۰۴ |
| ۱۹۱۷۵۴ | 2004 SC52   | ۱۷ سپتامبر ۲۰۰۴ |
| ۱۹۱۷۵۵ | 2004 SQ54   | ۲۲ سپتامبر ۲۰۰۴ |
| ۱۹۱۷۵۶ | 2004 SU54   | ۲۲ سپتامبر ۲۰۰۴ |
| ۱۹۱۷۵۷ | 2004 SP60   | ۱۶ سپتامبر ۲۰۰۴ |
| ۱۹۱۷۵۸ | 2004 TV1    | ۳ اکتبر ۲۰۰۴    |
| ۱۹۱۷۵۹ | 2004 TA12   | ۶ اکتبر ۲۰۰۴    |
| ۱۹۱۷۶۰ | 2004 TH12   | ۷ اکتبر ۲۰۰۴    |
| ۱۹۱۷۶۱ | 2004 TK23   | ۴ اکتبر ۲۰۰۴    |
| ۱۹۱۷۶۲ | 2004 TU34   | ۴ اکتبر ۲۰۰۴    |
| ۱۹۱۷۶۳ | 2004 TB42   | ۴ اکتبر ۲۰۰۴    |
| ۱۹۱۷۶۴ | 2004 TH45   | ۴ اکتبر ۲۰۰۴    |
| ۱۹۱۷۶۵ | 2004 TF48   | ۴ اکتبر ۲۰۰۴    |
| ۱۹۱۷۶۶ | 2004 TF50   | ۴ اکتبر ۲۰۰۴    |
| ۱۹۱۷۶۷ | 2004 TH51   | ۴ اکتبر ۲۰۰۴    |
| ۱۹۱۷۶۸ | 2004 TJ51   | ۴ اکتبر ۲۰۰۴    |
| ۱۹۱۷۶۹ | 2004 TB53   | ۴ اکتبر ۲۰۰۴    |
| ۱۹۱۷۷۰ | 2004 TA55   | ۴ اکتبر ۲۰۰۴    |
| ۱۹۱۷۷۱ | 2004 TH68   | ۵ اکتبر ۲۰۰۴    |
| ۱۹۱۷۷۲ | 2004 TE71   | ۶ اکتبر ۲۰۰۴    |
| ۱۹۱۷۷۳ | 2004 TM73   | ۶ اکتبر ۲۰۰۴    |
| ۱۹۱۷۷۴ | 2004 TA76   | ۶ اکتبر ۲۰۰۴    |
| ۱۹۱۷۷۵ | 2004 TQ77   | ۱۲ اکتبر ۲۰۰۴   |
| ۱۹۱۷۷۶ | 2004 TC79   | ۴ اکتبر ۲۰۰۴    |
| ۱۹۱۷۷۷ | 2004 TN85   | ۵ اکتبر ۲۰۰۴    |
| ۱۹۱۷۷۸ | 2004 TA86   | ۵ اکتبر ۲۰۰۴    |
| ۱۹۱۷۷۹ | 2004 TT91   | ۵ اکتبر ۲۰۰۴    |
| ۱۹۱۷۸۰ | 2004 TA99   | ۵ اکتبر ۲۰۰۴    |
| ۱۹۱۷۸۱ | 2004 TS99   | ۵ اکتبر ۲۰۰۴    |
| ۱۹۱۷۸۲ | 2004 TW113  | ۷ اکتبر ۲۰۰۴    |
| ۱۹۱۷۸۳ | 2004 TX115  | ۱۵ اکتبر ۲۰۰۴   |
| ۱۹۱۷۸۴ | 2004 TP122  | ۷ اکتبر ۲۰۰۴    |
| ۱۹۱۷۸۵ | 2004 TP124  | ۷ اکتبر ۲۰۰۴    |
| ۱۹۱۷۸۶ | 2004 TZ125  | ۷ اکتبر ۲۰۰۴    |
| ۱۹۱۷۸۷ | 2004 TZ126  | ۷ اکتبر ۲۰۰۴    |
| ۱۹۱۷۸۸ | 2004 TQ131  | ۷ اکتبر ۲۰۰۴    |
| ۱۹۱۷۸۹ | 2004 TG132  | ۷ اکتبر ۲۰۰۴    |
| ۱۹۱۷۹۰ | 2004 TC134  | ۷ اکتبر ۲۰۰۴    |
| ۱۹۱۷۹۱ | 2004 TM134  | ۷ اکتبر ۲۰۰۴    |
| ۱۹۱۷۹۲ | 2004 TV136  | ۸ اکتبر ۲۰۰۴    |
| ۱۹۱۷۹۳ | 2004 TK154  | ۶ اکتبر ۲۰۰۴    |
| ۱۹۱۷۹۴ | 2004 TO161  | ۶ اکتبر ۲۰۰۴    |
| ۱۹۱۷۹۵ | 2004 TK170  | ۷ اکتبر ۲۰۰۴    |
| ۱۹۱۷۹۶ | 2004 TQ178  | ۷ اکتبر ۲۰۰۴    |
| ۱۹۱۷۹۷ | 2004 TQ203  | ۷ اکتبر ۲۰۰۴    |
| ۱۹۱۷۹۸ | 2004 TA205  | ۷ اکتبر ۲۰۰۴    |
| ۱۹۱۷۹۹ | 2004 TL205  | ۷ اکتبر ۲۰۰۴    |
| ۱۹۱۸۰۰ | 2004 TW211  | ۸ اکتبر ۲۰۰۴    |
| ۱۹۱۸۰۱ | 2004 TC219  | ۵ اکتبر ۲۰۰۴    |
| ۱۹۱۸۰۲ | 2004 TZ220  | ۷ اکتبر ۲۰۰۴    |
| ۱۹۱۸۰۳ | 2004 TJ223  | ۷ اکتبر ۲۰۰۴    |
| ۱۹۱۸۰۴ | 2004 TX223  | ۸ اکتبر ۲۰۰۴    |
| ۱۹۱۸۰۵ | 2004 TS229  | ۸ اکتبر ۲۰۰۴    |
| ۱۹۱۸۰۶ | 2004 TG247  | ۷ اکتبر ۲۰۰۴    |
| ۱۹۱۸۰۷ | 2004 TX247  | ۷ اکتبر ۲۰۰۴    |
| ۱۹۱۸۰۸ | 2004 TX261  | ۹ اکتبر ۲۰۰۴    |
| ۱۹۱۸۰۹ | 2004 TO263  | ۹ اکتبر ۲۰۰۴    |
| ۱۹۱۸۱۰ | 2004 TY276  | ۹ اکتبر ۲۰۰۴    |
| ۱۹۱۸۱۱ | 2004 TJ279  | ۱۰ اکتبر ۲۰۰۴   |
| ۱۹۱۸۱۲ | 2004 TV280  | ۱۰ اکتبر ۲۰۰۴   |
| ۱۹۱۸۱۳ | 2004 TK286  | ۸ اکتبر ۲۰۰۴    |
| ۱۹۱۸۱۴ | 2004 TT292  | ۱۰ اکتبر ۲۰۰۴   |
| ۱۹۱۸۱۵ | 2004 TR294  | ۱۰ اکتبر ۲۰۰۴   |
| ۱۹۱۸۱۶ | 2004 TO295  | ۱۰ اکتبر ۲۰۰۴   |
| ۱۹۱۸۱۷ | 2004 TY302  | ۹ اکتبر ۲۰۰۴    |
| ۱۹۱۸۱۸ | 2004 TU306  | ۱۰ اکتبر ۲۰۰۴   |
| ۱۹۱۸۱۹ | 2004 TV321  | ۱۱ اکتبر ۲۰۰۴   |
| ۱۹۱۸۲۰ | 2004 TO326  | ۱۴ اکتبر ۲۰۰۴   |
| ۱۹۱۸۲۱ | 2004 TT359  | ۹ اکتبر ۲۰۰۴    |
| ۱۹۱۸۲۲ | 2004 TY361  | ۱۴ اکتبر ۲۰۰۴   |
| ۱۹۱۸۲۳ | 2004 UX1    | ۱۶ اکتبر ۲۰۰۴   |
| ۱۹۱۸۲۴ | 2004 UA3    | ۱۸ اکتبر ۲۰۰۴   |
| ۱۹۱۸۲۵ | 2004 UV5    | ۲۰ اکتبر ۲۰۰۴   |
| ۱۹۱۸۲۶ | 2004 UZ7    | ۲۱ اکتبر ۲۰۰۴   |
| ۱۹۱۸۲۷ | 2004 UW9    | ۱۸ اکتبر ۲۰۰۴   |
| ۱۹۱۸۲۷ | 2004 VF     | ۲ نوامبر ۲۰۰۴   |
| ۱۹۱۸۲۷ | 2004 VR     | ۲ نوامبر ۲۰۰۴   |
| ۱۹۱۸۳۰ | 2004 VC2    | ۲ نوامبر ۲۰۰۴   |
| ۱۹۱۸۳۱ | 2004 VO3    | ۳ نوامبر ۲۰۰۴   |
| ۱۹۱۸۳۲ | 2004 VS7    | ۳ نوامبر ۲۰۰۴   |
| ۱۹۱۸۳۳ | 2004 VY7    | ۳ نوامبر ۲۰۰۴   |
| ۱۹۱۸۳۴ | 2004 VT9    | ۳ نوامبر ۲۰۰۴   |
| ۱۹۱۸۳۵ | 2004 VU10   | ۳ نوامبر ۲۰۰۴   |
| ۱۹۱۸۳۶ | 2004 VG13   | ۳ نوامبر ۲۰۰۴   |
| ۱۹۱۸۳۷ | 2004 VU13   | ۳ نوامبر ۲۰۰۴   |
| ۱۹۱۸۳۸ | 2004 VR14   | ۴ نوامبر ۲۰۰۴   |
| ۱۹۱۸۳۹ | 2004 VJ16   | ۴ نوامبر ۲۰۰۴   |
| ۱۹۱۸۴۰ | 2004 VG17   | ۳ نوامبر ۲۰۰۴   |
| ۱۹۱۸۴۱ | 2004 VO20   | ۴ نوامبر ۲۰۰۴   |
| ۱۹۱۸۴۲ | 2004 VL24   | ۵ نوامبر ۲۰۰۴   |
| ۱۹۱۸۴۳ | 2004 VD26   | ۴ نوامبر ۲۰۰۴   |
| ۱۹۱۸۴۴ | 2004 VY26   | ۴ نوامبر ۲۰۰۴   |
| ۱۹۱۸۴۵ | 2004 VG34   | ۳ نوامبر ۲۰۰۴   |
| ۱۹۱۸۴۶ | 2004 VO37   | ۴ نوامبر ۲۰۰۴   |
| ۱۹۱۸۴۷ | 2004 VB39   | ۴ نوامبر ۲۰۰۴   |
| ۱۹۱۸۴۸ | 2004 VP47   | ۴ نوامبر ۲۰۰۴   |
| ۱۹۱۸۴۹ | 2004 VZ48   | ۴ نوامبر ۲۰۰۴   |
| ۱۹۱۸۵۰ | 2004 VV54   | ۷ نوامبر ۲۰۰۴   |
| ۱۹۱۸۵۱ | 2004 VE57   | ۵ نوامبر ۲۰۰۴   |
| ۱۹۱۸۵۲ | 2004 VZ58   | ۹ نوامبر ۲۰۰۴   |
| ۱۹۱۸۵۳ | 2004 VH59   | ۹ نوامبر ۲۰۰۴   |
| ۱۹۱۸۵۴ | 2004 VV61   | ۶ نوامبر ۲۰۰۴   |
| ۱۹۱۸۵۵ | 2004 VX61   | ۶ نوامبر ۲۰۰۴   |
| ۱۹۱۸۵۶ | 2004 VW69   | ۱۱ نوامبر ۲۰۰۴  |
| ۱۹۱۸۵۷ | 2004 VA70   | ۱۲ نوامبر ۲۰۰۴  |
| ۱۹۱۸۵۸ | 2004 WV4    | ۱۸ نوامبر ۲۰۰۴  |
| ۱۹۱۸۵۹ | 2004 WJ7    | ۱۹ نوامبر ۲۰۰۴  |
| ۱۹۱۸۶۰ | 2004 WX8    | ۱۸ نوامبر ۲۰۰۴  |
| ۱۹۱۸۶۱ | 2004 XK8    | ۲ دسامبر ۲۰۰۴   |
| ۱۹۱۸۶۲ | 2004 XQ10   | ۳ دسامبر ۲۰۰۴   |
| ۱۹۱۸۶۳ | 2004 XG19   | ۸ دسامبر ۲۰۰۴   |
| ۱۹۱۸۶۴ | 2004 XV22   | ۸ دسامبر ۲۰۰۴   |
| ۱۹۱۸۶۵ | 2004 XO28   | ۱۰ دسامبر ۲۰۰۴  |
| ۱۹۱۸۶۶ | 2004 XW31   | ۱۰ دسامبر ۲۰۰۴  |
| ۱۹۱۸۶۷ | 2004 XJ34   | ۱۱ دسامبر ۲۰۰۴  |
| ۱۹۱۸۶۸ | 2004 XD72   | ۱۴ دسامبر ۲۰۰۴  |
| ۱۹۱۸۶۹ | 2004 XH72   | ۱۴ دسامبر ۲۰۰۴  |
| ۱۹۱۸۷۰ | 2004 XT76   | ۱۰ دسامبر ۲۰۰۴  |
| ۱۹۱۸۷۱ | 2004 XP81   | ۱۰ دسامبر ۲۰۰۴  |
| ۱۹۱۸۷۲ | 2004 XW82   | ۱۱ دسامبر ۲۰۰۴  |
| ۱۹۱۸۷۳ | 2004 XR83   | ۱۱ دسامبر ۲۰۰۴  |
| ۱۹۱۸۷۴ | 2004 XR89   | ۱۱ دسامبر ۲۰۰۴  |
| ۱۹۱۸۷۵ | 2004 XY92   | ۱۱ دسامبر ۲۰۰۴  |
| ۱۹۱۸۷۶ | 2004 XC97   | ۱۱ دسامبر ۲۰۰۴  |
| ۱۹۱۸۷۷ | 2004 XQ101  | ۱۴ دسامبر ۲۰۰۴  |
| ۱۹۱۸۷۸ | 2004 XA103  | ۱۴ دسامبر ۲۰۰۴  |
| ۱۹۱۸۷۹ | 2004 XQ107  | ۱۱ دسامبر ۲۰۰۴  |
| ۱۹۱۸۸۰ | 2004 XJ108  | ۱۱ دسامبر ۲۰۰۴  |
| ۱۹۱۸۸۱ | 2004 XM108  | ۲ دسامبر ۲۰۰۴   |
| ۱۹۱۸۸۲ | 2004 XS108  | ۱۱ دسامبر ۲۰۰۴  |
| ۱۹۱۸۸۳ | 2004 XC144  | ۱۲ دسامبر ۲۰۰۴  |
| ۱۹۱۸۸۴ | 2004 XC145  | ۱۳ دسامبر ۲۰۰۴  |
| ۱۹۱۸۸۵ | 2004 XJ157  | ۱۴ دسامبر ۲۰۰۴  |
| ۱۹۱۸۸۶ | 2004 XR161  | ۱۵ دسامبر ۲۰۰۴  |
| ۱۹۱۸۸۷ | 2004 XU173  | ۱۰ دسامبر ۲۰۰۴  |
| ۱۹۱۸۸۸ | 2004 XP182  | ۲ دسامبر ۲۰۰۴   |
| ۱۹۱۸۸۹ | 2004 YK19   | ۱۸ دسامبر ۲۰۰۴  |
| ۱۹۱۸۹۰ | 2004 YA21   | ۱۸ دسامبر ۲۰۰۴  |
| ۱۹۱۸۹۱ | 2004 YA29   | ۱۶ دسامبر ۲۰۰۴  |
| ۱۹۱۸۹۲ | 2005 AZ11   | ۶ ژانویه ۲۰۰۵   |
| ۱۹۱۸۹۳ | 2005 AS17   | ۶ ژانویه ۲۰۰۵   |
| ۱۹۱۸۹۴ | 2005 AN20   | ۶ ژانویه ۲۰۰۵   |
| ۱۹۱۸۹۵ | 2005 AL31   | ۱۱ ژانویه ۲۰۰۵  |
| ۱۹۱۸۹۶ | 2005 AH51   | ۱۳ ژانویه ۲۰۰۵  |
| ۱۹۱۸۹۷ | 2005 AW55   | ۱۵ ژانویه ۲۰۰۵  |
| ۱۹۱۸۹۸ | 2005 AJ79   | ۱۵ ژانویه ۲۰۰۵  |
| ۱۹۱۸۹۹ | 2005 BP1    | ۱۷ ژانویه ۲۰۰۵  |
| ۱۹۱۹۰۰ | 2005 BX6    | ۱۶ ژانویه ۲۰۰۵  |
| ۱۹۱۹۰۱ | 2005 BK20   | ۱۶ ژانویه ۲۰۰۵  |
| ۱۹۱۹۰۲ | 2005 BU45   | ۱۶ ژانویه ۲۰۰۵  |
| ۱۹۱۹۰۳ | 2005 CE27   | ۲ فوریه ۲۰۰۵    |
| ۱۹۱۹۰۴ | 2005 CU37   | ۴ فوریه ۲۰۰۵    |
| ۱۹۱۹۰۵ | 2005 CF57   | ۲ فوریه ۲۰۰۵    |
| ۱۹۱۹۰۶ | 2005 EY35   | ۴ مارس ۲۰۰۵     |
| ۱۹۱۹۰۷ | 2005 EN115  | ۴ مارس ۲۰۰۵     |
| ۱۹۱۹۰۸ | 2005 EX121  | ۸ مارس ۲۰۰۵     |
| ۱۹۱۹۰۹ | 2005 EV142  | ۱۰ مارس ۲۰۰۵    |
| ۱۹۱۹۱۰ | 2005 EO258  | ۱۱ مارس ۲۰۰۵    |
| ۱۹۱۹۱۱ | 2005 GG41   | ۵ آوریل ۲۰۰۵    |
| ۱۹۱۹۱۲ | 2005 JL133  | ۱۴ مه ۲۰۰۵      |
| ۱۹۱۹۱۳ | 2005 LO25   | ۸ ژوئن ۲۰۰۵     |
| ۱۹۱۹۱۴ | 2005 MT14   | ۲۹ ژوئن ۲۰۰۵    |
| ۱۹۱۹۱۵ | 2005 MJ19   | ۲۹ ژوئن ۲۰۰۵    |
| ۱۹۱۹۱۶ | 2005 OJ2    | ۲۸ ژوئیه ۲۰۰۵   |
| ۱۹۱۹۱۷ | 2005 QO71   | ۲۹ اوت ۲۰۰۵     |
| ۱۹۱۹۱۸ | 2005 QV73   | ۲۹ اوت ۲۰۰۵     |
| ۱۹۱۹۱۹ | 2005 QS157  | ۲۷ اوت ۲۰۰۵     |
| ۱۹۱۹۲۰ | 2005 SV29   | ۲۳ سپتامبر ۲۰۰۵ |
| ۱۹۱۹۲۱ | 2005 SQ33   | ۲۳ سپتامبر ۲۰۰۵ |
| ۱۹۱۹۲۲ | 2005 SB48   | ۲۴ سپتامبر ۲۰۰۵ |
| ۱۹۱۹۲۳ | 2005 SU51   | ۲۴ سپتامبر ۲۰۰۵ |
| ۱۹۱۹۲۴ | 2005 SG64   | ۲۶ سپتامبر ۲۰۰۵ |
| ۱۹۱۹۲۵ | 2005 SS66   | ۲۷ سپتامبر ۲۰۰۵ |
| ۱۹۱۹۲۶ | 2005 SA83   | ۲۴ سپتامبر ۲۰۰۵ |
| ۱۹۱۹۲۷ | 2005 SV89   | ۲۴ سپتامبر ۲۰۰۵ |
| ۱۹۱۹۲۸ | 2005 SR105  | ۲۵ سپتامبر ۲۰۰۵ |
| ۱۹۱۹۲۹ | 2005 SN217  | ۳۰ سپتامبر ۲۰۰۵ |
| ۱۹۱۹۳۰ | 2005 SC257  | ۲۲ سپتامبر ۲۰۰۵ |
| ۱۹۱۹۳۱ | 2005 TU99   | ۷ اکتبر ۲۰۰۵    |
| ۱۹۱۹۳۲ | 2005 TE104  | ۸ اکتبر ۲۰۰۵    |
| ۱۹۱۹۳۳ | 2005 TL105  | ۸ اکتبر ۲۰۰۵    |
| ۱۹۱۹۳۴ | 2005 TX107  | ۶ اکتبر ۲۰۰۵    |
| ۱۹۱۹۳۵ | 2005 UY2    | ۲۴ اکتبر ۲۰۰۵   |
| ۱۹۱۹۳۶ | 2005 UM4    | ۲۳ اکتبر ۲۰۰۵   |
| ۱۹۱۹۳۷ | 2005 UD16   | ۲۲ اکتبر ۲۰۰۵   |
| ۱۹۱۹۳۸ | 2005 UA17   | ۲۲ اکتبر ۲۰۰۵   |
| ۱۹۱۹۳۹ | 2005 UV23   | ۲۳ اکتبر ۲۰۰۵   |
| ۱۹۱۹۴۰ | 2005 UV25   | ۲۳ اکتبر ۲۰۰۵   |
| ۱۹۱۹۴۱ | 2005 UE40   | ۲۴ اکتبر ۲۰۰۵   |
| ۱۹۱۹۴۲ | 2005 UH43   | ۲۲ اکتبر ۲۰۰۵   |
| ۱۹۱۹۴۳ | 2005 UM46   | ۲۲ اکتبر ۲۰۰۵   |
| ۱۹۱۹۴۴ | 2005 UG48   | ۲۲ اکتبر ۲۰۰۵   |
| ۱۹۱۹۴۵ | 2005 UC72   | ۲۳ اکتبر ۲۰۰۵   |
| ۱۹۱۹۴۶ | 2005 UL86   | ۲۲ اکتبر ۲۰۰۵   |
| ۱۹۱۹۴۷ | 2005 UZ100  | ۲۲ اکتبر ۲۰۰۵   |
| ۱۹۱۹۴۸ | 2005 UL105  | ۲۲ اکتبر ۲۰۰۵   |
| ۱۹۱۹۴۹ | 2005 UW105  | ۲۲ اکتبر ۲۰۰۵   |
| ۱۹۱۹۵۰ | 2005 UY111  | ۲۲ اکتبر ۲۰۰۵   |
| ۱۹۱۹۵۱ | 2005 UG112  | ۲۲ اکتبر ۲۰۰۵   |
| ۱۹۱۹۵۲ | 2005 UF117  | ۲۳ اکتبر ۲۰۰۵   |
| ۱۹۱۹۵۳ | 2005 UJ123  | ۲۴ اکتبر ۲۰۰۵   |
| ۱۹۱۹۵۴ | 2005 UQ153  | ۲۶ اکتبر ۲۰۰۵   |
| ۱۹۱۹۵۵ | 2005 UB155  | ۲۶ اکتبر ۲۰۰۵   |
| ۱۹۱۹۵۶ | 2005 UG177  | ۲۴ اکتبر ۲۰۰۵   |
| ۱۹۱۹۵۷ | 2005 UP227  | ۲۵ اکتبر ۲۰۰۵   |
| ۱۹۱۹۵۸ | 2005 UY228  | ۲۵ اکتبر ۲۰۰۵   |
| ۱۹۱۹۵۹ | 2005 UL241  | ۲۵ اکتبر ۲۰۰۵   |
| ۱۹۱۹۶۰ | 2005 UY356  | ۳۱ اکتبر ۲۰۰۵   |
| ۱۹۱۹۶۱ | 2005 UV442  | ۳۰ اکتبر ۲۰۰۵   |
| ۱۹۱۹۶۲ | 2005 UJ483  | ۲۲ اکتبر ۲۰۰۵   |
| ۱۹۱۹۶۳ | 2005 VW3    | ۶ نوامبر ۲۰۰۵   |
| ۱۹۱۹۶۴ | 2005 VF7    | ۱۲ نوامبر ۲۰۰۵  |
| ۱۹۱۹۶۵ | 2005 VB15   | ۱۴ نوامبر ۲۰۰۵  |
| ۱۹۱۹۶۶ | 2005 VU17   | ۴ نوامبر ۲۰۰۵   |
| ۱۹۱۹۶۷ | 2005 VV33   | ۲ نوامبر ۲۰۰۵   |
| ۱۹۱۹۶۸ | 2005 VA43   | ۴ نوامبر ۲۰۰۵   |
| ۱۹۱۹۶۹ | 2005 VD61   | ۵ نوامبر ۲۰۰۵   |
| ۱۹۱۹۷۰ | 2005 WF3    | ۲۰ نوامبر ۲۰۰۵  |
| ۱۹۱۹۷۱ | 2005 WK14   | ۲۲ نوامبر ۲۰۰۵  |
| ۱۹۱۹۷۲ | 2005 WR18   | ۲۲ نوامبر ۲۰۰۵  |
| ۱۹۱۹۷۳ | 2005 WC20   | ۲۱ نوامبر ۲۰۰۵  |
| ۱۹۱۹۷۴ | 2005 WG31   | ۲۱ نوامبر ۲۰۰۵  |
| ۱۹۱۹۷۵ | 2005 WN32   | ۲۱ نوامبر ۲۰۰۵  |
| ۱۹۱۹۷۶ | 2005 WR57   | ۲۱ نوامبر ۲۰۰۵  |
| ۱۹۱۹۷۷ | 2005 WW58   | ۳۰ نوامبر ۲۰۰۵  |
| ۱۹۱۹۷۸ | 2005 WB60   | ۲۱ نوامبر ۲۰۰۵  |
| ۱۹۱۹۷۹ | 2005 WZ62   | ۲۵ نوامبر ۲۰۰۵  |
| ۱۹۱۹۸۰ | 2005 WB67   | ۲۲ نوامبر ۲۰۰۵  |
| ۱۹۱۹۸۱ | 2005 WR71   | ۲۱ نوامبر ۲۰۰۵  |
| ۱۹۱۹۸۲ | 2005 WV89   | ۲۶ نوامبر ۲۰۰۵  |
| ۱۹۱۹۸۳ | 2005 WV94   | ۲۶ نوامبر ۲۰۰۵  |
| ۱۹۱۹۸۴ | 2005 WQ107  | ۲۵ نوامبر ۲۰۰۵  |
| ۱۹۱۹۸۵ | 2005 WB111  | ۳۰ نوامبر ۲۰۰۵  |
| ۱۹۱۹۸۶ | 2005 WB140  | ۲۶ نوامبر ۲۰۰۵  |
| ۱۹۱۹۸۷ | 2005 WK144  | ۳۰ نوامبر ۲۰۰۵  |
| ۱۹۱۹۸۸ | 2005 WK153  | ۲۹ نوامبر ۲۰۰۵  |
| ۱۹۱۹۸۹ | 2005 WS200  | ۲۶ نوامبر ۲۰۰۵  |
| ۱۹۱۹۹۰ | 2005 WZ208  | ۲۱ نوامبر ۲۰۰۵  |
| ۱۹۱۹۹۱ | 2005 XR1    | ۲ دسامبر ۲۰۰۵   |
| ۱۹۱۹۹۲ | 2005 XJ3    | ۱ دسامبر ۲۰۰۵   |
| ۱۹۱۹۹۳ | 2005 XX7    | ۱ دسامبر ۲۰۰۵   |
| ۱۹۱۹۹۴ | 2005 XV21   | ۲ دسامبر ۲۰۰۵   |
| ۱۹۱۹۹۵ | 2005 XG38   | ۴ دسامبر ۲۰۰۵   |
| ۱۹۱۹۹۶ | 2005 XM48   | ۲ دسامبر ۲۰۰۵   |
| ۱۹۱۹۹۷ | 2005 XK56   | ۵ دسامبر ۲۰۰۵   |
| ۱۹۱۹۹۸ | 2005 XB62   | ۵ دسامبر ۲۰۰۵   |
| ۱۹۱۹۹۹ | 2005 XG64   | ۶ دسامبر ۲۰۰۵   |
| ۱۹۲۰۰۰ | 2005 XW67   | ۵ دسامبر ۲۰۰۵   |